# 炭素循環

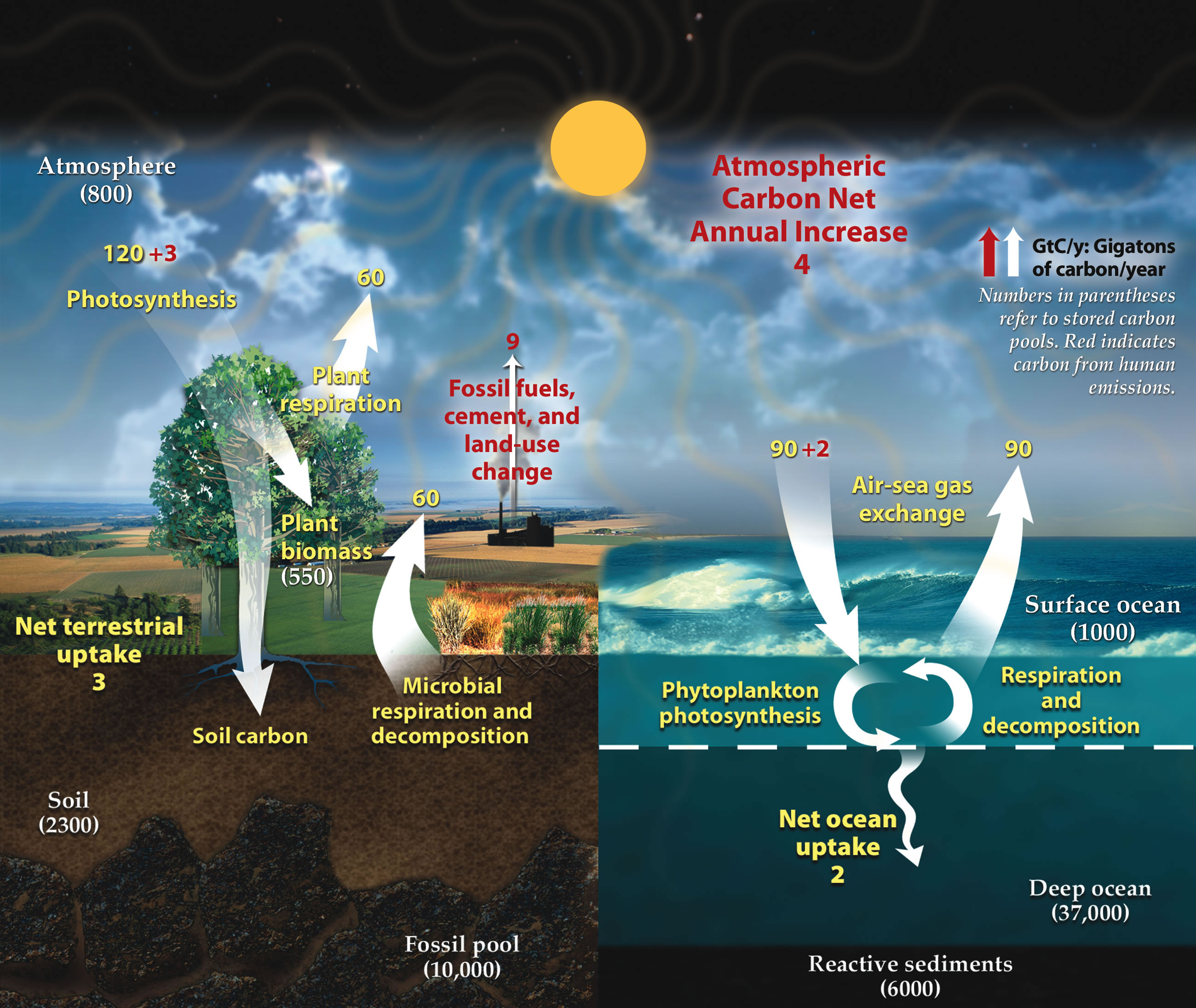
炭素循環の模式図は、炭素が陸地・大気・海洋の間を年間数十億トン（ギガトン）単位で移動する様子を示している。黄色の字は自然の流れを、赤字は人為的な寄与を、白字は貯蔵された炭素を表している。この図では火山活動やプレートテクトニクスなど、遅い（または深部）炭素循環は含まれていない[1]。

炭素循環（たんそじゅんかん、英：Carbon cycle）は、生物圏・土壌圏・地圏・水圏・大気圏の間で炭素が交換される、生物地球化学的循環の一部である。他の主要な生物地球化学的循環には、窒素循環や水循環が含まれる。炭素は生物化合物の主成分であり、また石灰岩のような多くの岩石の主要な構成要素でもある。炭素循環は、地球が生命を維持可能にするための鍵となる一連の出来事から成るものである。この循環は、生物圏全体にわたって炭素が再利用・再循環される過程と、炭素隔離（貯蔵）および炭素吸収源からの放出といった長期的な過程を記述している。 
炭素循環の動態を把握しやすくするため、しばしば速い炭素循環と遅い炭素循環は区別して扱われる。速い循環（生物学的炭素循環とも呼ばれる）は数年以内に完了する可能性があり、大気から生物圏へそして再び大気へと物質が移動する。遅いまたは地質学的な循環（深部炭素循環とも呼ばれる）は完了までに数百万年を要し、地球の地殻を通して岩石・土壌・海洋・大気間で物質が移動する。 
土地の利用や古代の炭素残留物（化石燃料）を採掘・燃焼することで、人類は何世紀にもわたって炭素循環を攪乱してきている。大気中の二酸化炭素は産業革命前水準に比べ2020年までに約52％増加し地球温暖化を引き起こしている。二酸化炭素は光合成に不可欠であるものの、この増加した二酸化炭素は海洋のpH値を低下させ、海洋化学を根本的に変化させている。
| セクター             | 量（10億トン） |
| -------------------- | -------------- |
| 大気圏               | 720            |
| 海洋（全合計）       | 38,400         |
| 全無機炭素           | 37,400         |
| 全有機炭素           | 1,000          |
| 表層                 | 670            |
| 深層                 | 36,730         |
| 地殻表面             |                |
| 堆積性炭酸塩         | > 60,000,000   |
| ケロゲン             | 15,000,000     |
| 陸上生物圏（全合計） | 2,000          |
| バイオマス（生存）   | 600 – 1,000    |
| バイオマス（死骸）   | 1,200          |
| 水棲生物圏           | 1 – 2          |
| 化石燃料（全合計）   | 4,130          |
| 石炭                 | 3,510          |
| 石油                 | 230            |
| 天然ガス             | 140            |
| その他（泥炭など）   | 250            |

## 循環炭素の主要セクターと貯蔵量
地球規模の炭素循環は以下の５つの主要なセクターに分けられる。
- 大気圏
- 陸上生物圏
- 海洋（溶存無機炭素、海洋生物・非生物を含む）
- 地圏（化石燃料、淡水系、非生物有機物を含む）
- 地球内部（地殻内部およびマントル）。ここの貯蔵炭素は地質学的プロセスを通じて他の上記４セクターと相互作用している。

炭素は様々な化学的・物理的・地質学的・生物学的プロセスの結果として、これらセクター間で交換される。その自然の炭素の流れはバランスが取れており、人類の影響がなければ炭素量はほぼ安定していたと考えられる。以下に地球内部以外の4セクターを概観する。

### 大気圏
大気圏中の炭素は気体、主に二酸化炭素ガスの状態で存在する。全大気のなかでは少量（増加しつつあるがおよそ0.04%）であるが、生命活動が維持されるための重要な役割を果たしている。大気中に存在する炭素を含む気体には、他にメタンやクロロフルオロカーボン（ほとんどが人為起源）があり、これらは全て温室効果ガスと呼ばれる。大気への放出はここ数十年劇的に増加し、地球温暖化の原因とされている。メタンは体積あたりの温室効果が二酸化炭素よりはるかに大きいがその濃度ははるかに低くまた寿命も短い。そのため、地球温室効果への寄与は全体としては二酸化炭素の方が大きい。
炭素は大気から次のようないくつかの経路で除去される。
- 植物が太陽光によって光合成を行い、二酸化炭素から炭水化物を合成する。
- 極域付近の海洋表層では海水が低温なため、より多くの二酸化炭素を溶かし込む（溶解ポンプと生物ポンプ）。
- 陸地の化学風化反応によって炭酸塩として除去される[12]。
- 海洋における炭酸塩鉱物の沈降によって除去される[12]。

炭素は様々な過程を経て大気に再び放出される。
- 植物や動物の呼吸による放出。これは発熱反応で、グルコースなど有機分子が二酸化炭素と水に分解される。
- 動物と植物の分解（腐敗）。微生物が動植物の遺骸を構成する有機物質を分解し、有酸素条件下では好気呼吸により二酸化炭素として、低酸素条件下では嫌気呼吸によりメタンとして大気へ放出する。
- 有機物の燃焼。化石燃料の燃焼は人為的二酸化炭素発生源の最たるものである。
- 石灰岩反応による放出。石灰岩、大理石、チョークは主に炭酸カルシウムで構成されている。これらの岩石の堆積物は水で浸食されると、炭酸カルシウムは一部分解し二酸化炭素を生じる。
- 火山活動による堆積物中の炭酸塩からの大気への二酸化炭素の放出。継続的な火山活動により長期的にはある程度の二酸化炭素が大気中に存在している[12]。

氷床コア（青／緑）および直接測定（黒）によって測定された過去80万年間の大気中二酸化炭素濃度。

過去2世紀にわたる人間活動は、2020年時点で大気中の炭素量を約50％増加させた。これは主に二酸化炭素の形であり、生態系が大気から二酸化炭素を取り出す能力の改変と、化石燃料の燃焼やコンクリートの製造（石灰岩を熱し製造するセメントや酸化カルシウム（生石灰）の製造過程）などによって直接排出したことが原因である。

### 陸上生物圏

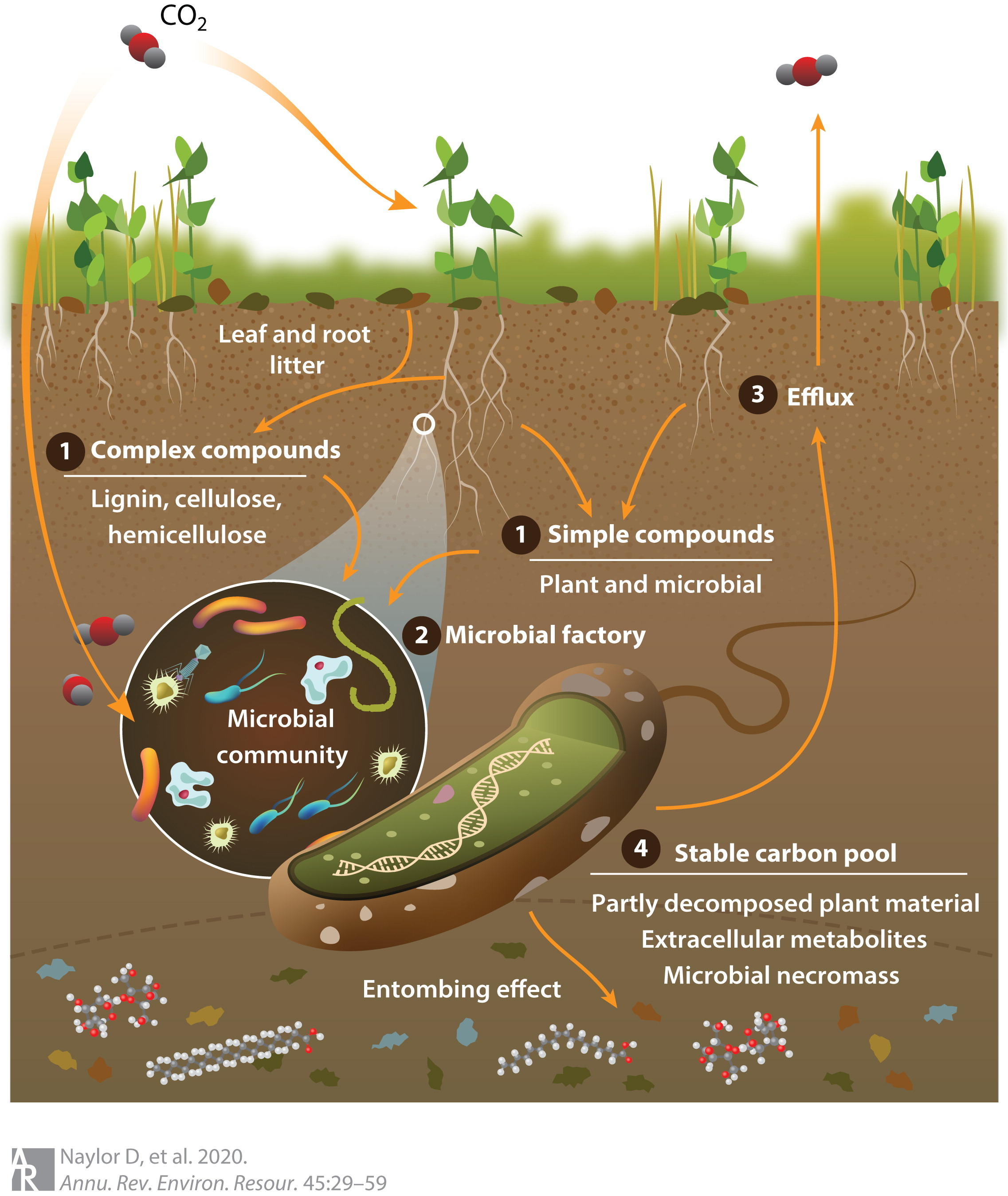
微生物ループによる土壌炭素循環。大気中の二酸化炭素は植物（または独立栄養微生物）によって固定され、（1）低分子量の単純炭素化合物の根からの分泌、または葉や根由来の残骸などの複雑な炭素物として土壌に供給される。（2）土壌中へ炭素は微生物の代謝「工場」で利用可能となり、その後、（3）大気中に呼吸されるか、（4）微生物の死骸として安定して蓄積される。

陸上生物圏には、すべての陸上生物（生死を問わず）の有機炭素および土壌中の炭素が含まれる。地上部には約500ギガトンの炭素が植物などの生物に貯蔵されており、土壌にはおよそ1,500ギガトンの炭素が蓄えられている。陸上生物圏における炭素の大部分は有機炭素であり、一方で土壌中の炭素の約3分の1は炭酸カルシウムのような無機炭素、残りが土壌有機物として貯蔵されている。有機炭素は地球上のすべての生物の主要構成要素であり、細胞骨格、生化学、栄養作用において重要な物質である。
- 独立栄養生物は大気中、もしくはその生息環境に存在する水に含まれる二酸化炭素から有機化合物を自ら生産する生物である（炭素固定）。これには太陽光などのエネルギー源を必要とする。今日の地球において、炭素循環で最も重要な生物は、陸上の植生と海洋の植物プランクトン（藻類やシアノバクテリア）である。
- 炭素は生物圏の中で従属栄養生物に摂取・変換される。菌類や細菌による発酵や腐敗という、生物の遺骸や排出物の分解も含まれる。
- 遺骸として分解されずに生物圏に残留炭素することもあるが（泥炭のように）地圏移行するものもある。
- 生物圏から排出される炭素は、呼吸によるものが最も多い。

陸上生物圏における炭素の吸収は生物的要因に依存するため、日周的および季節的な変動を伴う。この特性はキーリング曲線に明確に表れ、陸地が多い北半球で顕著である。陸上生物圏からの炭素排出もさまざまな経路と時間スケールで起こる。たとえば生物の呼吸やバイオマスの燃焼によって、炭素は急速に大気中に放出され、河川を通じては海洋に輸送され、また土壌中にそのまま貯蔵される場合もある。土壌中に貯蔵された炭素は数千年にわたってそのまま維持されることもあるが、浸食により河川に運ばれ、土壌呼吸により徐々に大気に放出される。
1989年から2008年にかけて土壌呼吸は年間約0.1％ずつ増加した。2008年の土壌呼吸の二酸化炭素放出量の全世界合計は約980億トンと見積もられた（呼吸による排出量は土壌炭素への供給により大きく相殺されているため、これは土壌から大気への炭素の正味の移動量ではない）。この増加傾向について最も有力な説明は、地球温暖化によって土壌有機物の分解速度が上昇し二酸化炭素排出が増加したというものである。土壌における炭素の隔離期間はその地域の気候条件に依存し、そのため気候変動の進行とともに変化する。

### 海洋

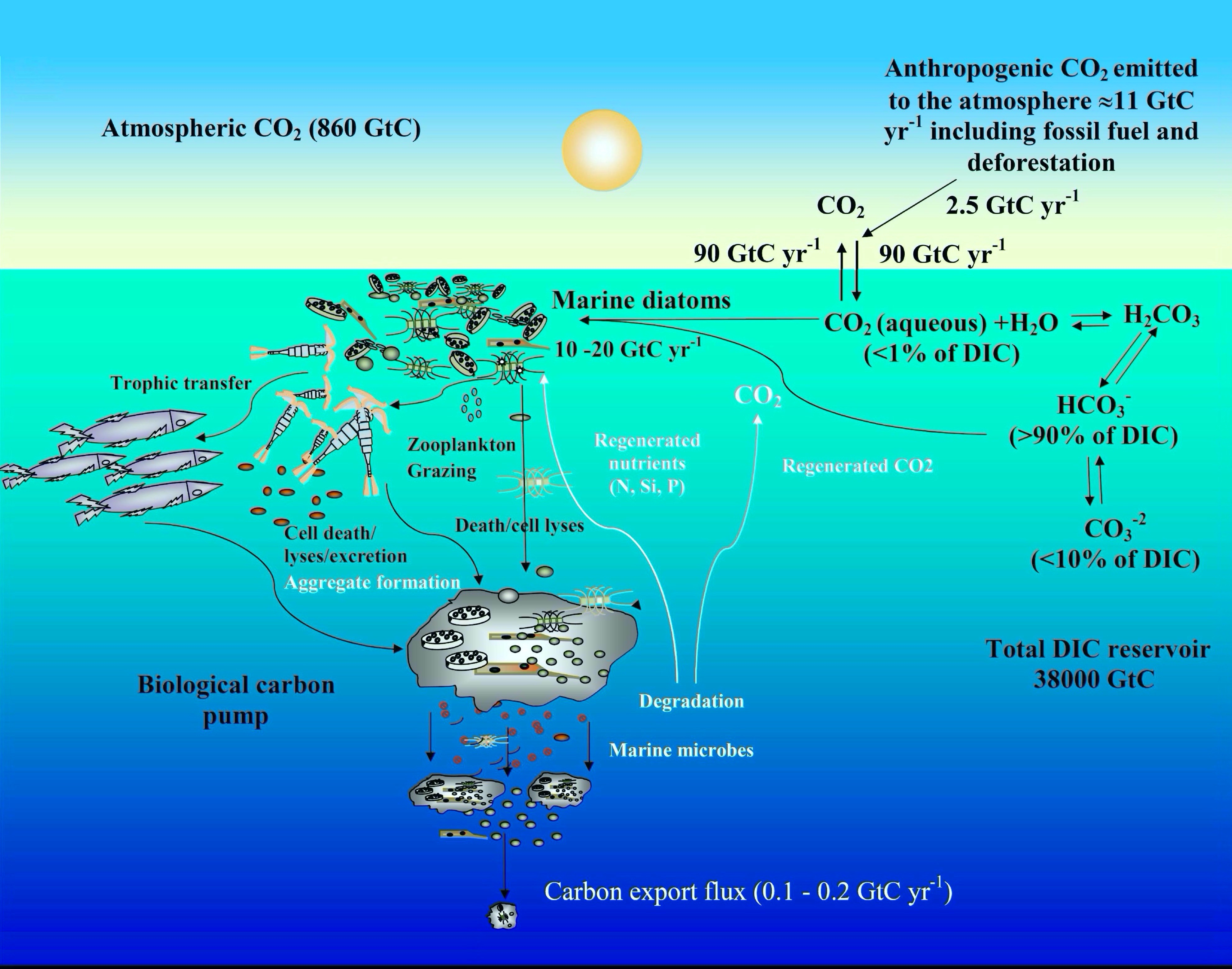
Friedlingsteinら（2020年）のデータに基づく海洋炭素循環の模式図。人為的に大気中に排出される二酸化炭素年間約11ギガトン炭素（GtC）のうち約2.5GtCが海面に吸収される。海水中では、重炭酸イオン（HCO3(–)）と炭酸イオン（CO3(2–)：図中ではCO3(–2)となっている）がそれぞれ溶存無機炭素（DIC）の約90%と10%未満を占め溶存二酸化炭素（CO2）は1%未満である。海中珪藻類は光合成で年間10～20GtCを固定し食物連鎖を維持している。さらに、有光層で生成された有機物の0.1～1%は粒子として沈降し、表層炭素を深海へと輸送し、数千年以上にわたり隔離する。残りの有機物は呼吸によって再び二酸化炭素に変換される。

海洋は地表最大の活動的炭素セクターである。海洋は概念的に、海水が大気と常時接している表層と、（通常は）数百メートル以下の混合層深度の下にある深層に分けられる。深層では連続する接触の間隔が数世紀に及ぶこともある。表層の溶存無機炭素（DIC）は大気と急速に交換され平衡が維持されている。深層は表層よりはるかに体積が大きくさらにDIC濃度が約15%高いため非常に多くの炭素を含んでおり、地球最大の循環炭素貯蔵庫である。深層と表層の間の炭素の交換は熱塩循環によって駆動されるが非常に遅い。その結果深海は大気の50倍の炭素を貯蔵するが大気との平衡に達するには数百年を要する。
炭素は主に大気中の二酸化炭素の溶解を通じて海洋に取り込まれ、その一部は炭酸塩に変換される。また河川を通じて溶存有機炭素としても海洋に取り込まれる。無機炭素（二酸化炭素）は植物プランクトンなどの光合成により有機炭素に変換され、食物連鎖を通じ生物死骸や貝殻中の炭酸カルシウムなどとして深層へ移行する。その後長期間にわたって堆積物として沈積したままであるか、熱塩循環によって表層に戻る。
海洋による二酸化炭素の吸収は、最も重要な自然界の炭素隔離の形態の一つである。大気中二酸化炭素の増加は、海洋のpH値（現時点で8.1～8.2）を中性方向へと変化させる（海洋酸性化）。これにより生物学的な炭酸カルシウムの沈殿が抑制され、海洋の二酸化炭素吸収能力が低下するおそれがある。

### 地圏

地質学的炭素循環の経路と影響の全体図。

炭素循環の地質的構成セクターは地球上の他の炭素セクターと比べてゆっくりと機能するが、大気中の炭素量ひいては地球の気温を決定する最も重要な要因の一つである。
地球上の炭素の大部分は、地殻のリソスフェアに不活性な形で貯蔵されている。マントルに貯蔵されている炭素の多くは、地球の形成時に取り込まれたものであり、一部は生物圏由来の有機炭素から沈積したものである。地圏に貯蔵されている炭素のうち約80%は海洋生物の貝殻炭酸カルシウムの堆積などによって形成された石灰岩およびその派生物であり、残り20%は高温高圧下で陸上生物が堆積・埋没されて形成された有機炭素（ケロジェン）である。地圏内の有機炭素は数百万年にわたって保持されうる。
炭素が地圏から他のセクターに移行する経路はいくつもある。石灰岩などの炭酸塩岩石が地球のマントルに沈み込む際に変成し、火山やホットスポットを通じて大気および海洋に二酸化炭素が放出される。また、ケロジェンの直接的な抽出（＝化石燃料採掘）によって人為的に取り出されることもあり、いうまでもなくその化石燃料が燃焼されると二酸化炭素を大気中に放出する。

## 速い炭素循環プロセス
速い炭素循環は、生物圏における環境と生物の間で起こる比較的短期の生物地球化学的循環を含んでいる。例えば大気と陸上および海洋の生態系、土壌や海底堆積物との間の炭素移動などである。速い循環には光合成に関する年間周期および植物の成長や分解に関する10年単位の周期がある。人為的攪乱に対する速い炭素循環の反応は、気候変動の即時的な影響の多くを決定する。

### 水循環と陸上炭素

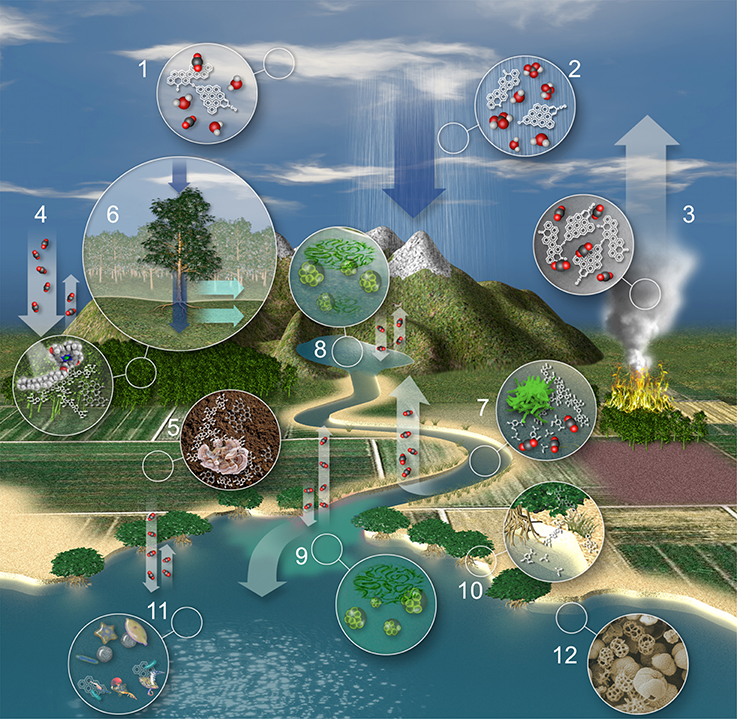
水循環に関わる12通りの炭素移動

陸上炭素の水循環に関わる12通りの移動（右図）が以下に述べられている。
1. 気中の粒子は凝結核として働き、雲の形成を促進する[34][35]。
2. 雨滴は地表に落下する際、有機および無機炭素を粒子の捕集および有機蒸気の吸着によって吸収する[36][37]。
3. 山火事や火山噴火は、高度に凝縮された多環芳香族分子（ブラックカーボンなど）を生じ、二酸化炭素などの温室効果ガスとともに大気に放出する[38][39] 。
4. 陸上植物は光合成を通じて大気中の二酸化炭素を固定し、その一部を呼吸により再び大気に戻す[40]。リグニンおよびセルロースは、森林では有機炭素の最大80%、牧草地では60%を占める[41][42]。
5. 落葉や根の有機炭素は堆積物と混ざり有機土壌を形成する。そこでは植物由来および岩石由来の有機炭素が微生物および菌類の活動によって蓄積・変換される[43][44][45]。
6. 水は樹冠を通過する降雨（スルーフォール）や幹を伝う水流（ステムフロー）を通じて、植物やエアロゾル由来の溶存炭素（有機・無機両方）を吸収する[46]。その水が土壌や地下へ浸透すると炭素の生物地球化学的変換が起こる[47][48] 。土壌が炭素で完全に飽和した場合[49]や降雨が土壌への浸透を上回る速度の場合[50]は、炭素は地表に流出する。
7. 陸上生物圏由来およびその場で一次生産された有機炭素は微生物によって分解され、また物理的（光酸化など）にも分解される。リグニン[51]や（山火事などに由来する）ブラックカーボン[52]のような高分子炭素は単量体など小さな有機分子に分解され、代謝中間体やバイオマス、最終的には二酸化炭素へと変換される。この結果大気中へ移動する炭素量は陸上生物圏が年間に隔離する炭素量と同程度である[53][54][55]。
8. 湖・貯水池・氾濫原は有機炭素堆積物を大量に蓄積するが、 同時にそれらから従属栄養生物により二酸化炭素の発生（河川のそれよりは約一桁小さい量） 源ともなる[56][55] 。低酸素環境下ではメタン生成源ともなる[57]。
9. 河口では河川から供給される栄養源のため一次生産が促進されうる[58][59]ものの、地球規模的には河口水域は二酸化炭素発生源ではないかとする研究もある[60]。
10. 沿岸湿地はブルーカーボンを蓄積・輸出する[61][62][63]ものの、湿地・湿原も河川と同等の二酸化炭素発生源とする議論もある[64]。
11. 大陸棚および外洋は二酸化炭素を吸収する[60]。
12. 海洋生物ポンプは、吸収された二酸化炭素のうち少量ながら重要な割合を有機炭素として海洋堆積物中に隔離する[65][33]。

### 陸から海への炭素移動

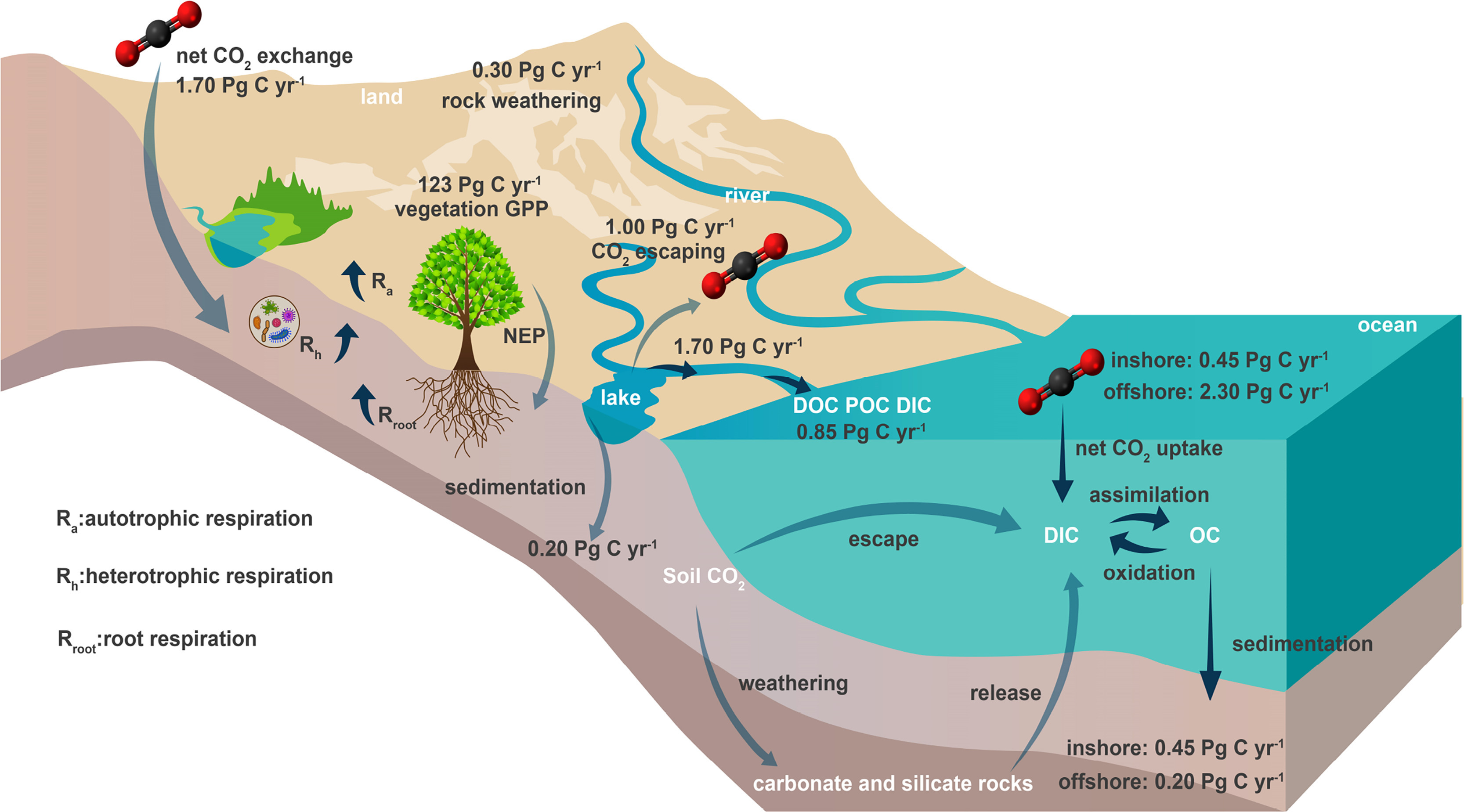
炭素が内陸水系から海へ移動する仕組み 陸上生態系では二酸化炭素の交換・陸上植物の光合成生産と呼吸・岩石の風化・堆積が起こっている。炭素は有機および無機炭素の形で、陸地－河川－河口の連続系を通じて海洋へと輸送される。海洋生態系では、大気－水の界面での炭素交換・輸送・変換・堆積が起こる。

陸上と海洋の生態系は主に河川輸送によって相互に結びついており、侵食によって陸上由来の物質が海洋系へと流入する主要な経路である。陸上生物圏と地圏との間の物質およびエネルギーの交換、さらには有機炭素の固定および酸化過程が、炭素および酸素の生態系内プールを調整している。
これらプールをつなぐ主な経路である河川輸送は、正味一次生産量（主に溶存有機炭素（DOC）および粒子状有機炭素（POC）の形で）を陸上系から海洋系へ輸送する役割を担っている。この輸送中一部のDOCは酸化還元反応を通じて迅速に大気へ移動する（"carbon degassing" と呼ばれる）。残りのDOCおよび溶存無機炭素（DIC）は海洋へ運ばれる。2015年世界の河川による無機および有機炭素の年間輸送量は、それぞれ5.0-7.0および1.5-3.5億トン炭素と評価されている。一方、POCは堆積物中に長期間埋没される可能性があり、世界全体における陸上から海洋への年間POC輸送量は200トン炭素と見積もられている。

### 海洋生物ポンプ

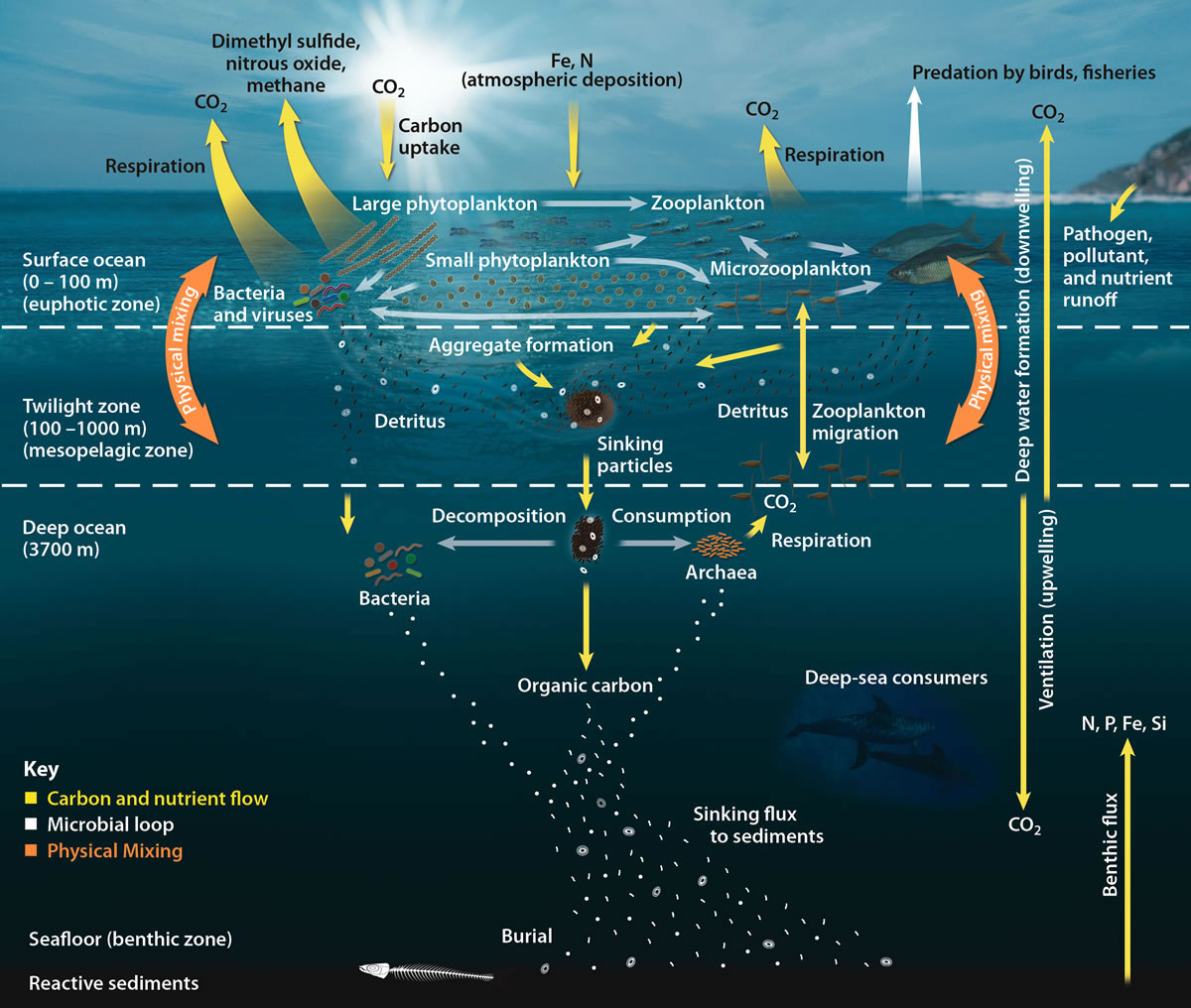
外洋を通じた炭素の流れ

海洋生物ポンプとは、大気および陸地から海洋に流出した炭素を海洋内部および海底堆積物へと隔離する、生物によって駆動される過程である。生物ポンプは単一の過程によるものではなく複数の過程の総体として機能しており、それぞれが炭素の隔離に影響を与えている。このポンプは毎年約110億トンの炭素を海洋内部へ移動させている。もし海洋生物ポンプが存在しなければ、大気中の二酸化炭素濃度は現在より約400ppm高くなると見込まれている。
生物体中への炭素の取り込みは主に海面で行われ、そこから炭素は海底へと沈降する。深海は海洋上層からのマリンスノー（死滅または死にかけた生物・微生物・排泄物・砂その他の無機物からなる沈降物）から栄養分の多くを得ている。
生物ポンプは、溶存無機炭素（DIC）を有機バイオマスに変換しそれを深海へ輸送する役割を果たしている。植物プランクトンは光合成を通じて無機栄養塩および二酸化炭素を固定し溶存有機物（DOM）を放出するとともに、草食性の動物プランクトンに捕食される。大型の動物プランクトン（例：カイアシ類）の排泄物が再摂取されたり、他の有機物と結合してより大きく沈降速度の速い集合体となる。有機物の一部はバクテリアによって消費分解されるが残った有機物は深海へと輸送され、結果として深海中の膨大な炭素貯蔵庫へと貯蔵される。
一個の植物プランクトン細胞の沈降速度は1日あたり約1メートルである。海洋の平均深度は約4キロメートルでこれらの細胞が海底に到達するまでには10年以上かかりうる。しかし凝集や捕食動物の排泄物としての排出といった過程により沈降速度は数桁速くなり、数日で深海に到達することもある。海洋表層から沈降した粒子の約1%が海底に到達し、消費・呼吸・あるいは堆積される。深海に到達した炭素は熱塩循環により千年単位の時間スケールで大気へ戻されるか、あるいは堆積物としてマントルに沈み込み遅い炭素循環の一部となり数百万年にわたり貯蔵される。

### ウイルスによる炭素循環調節

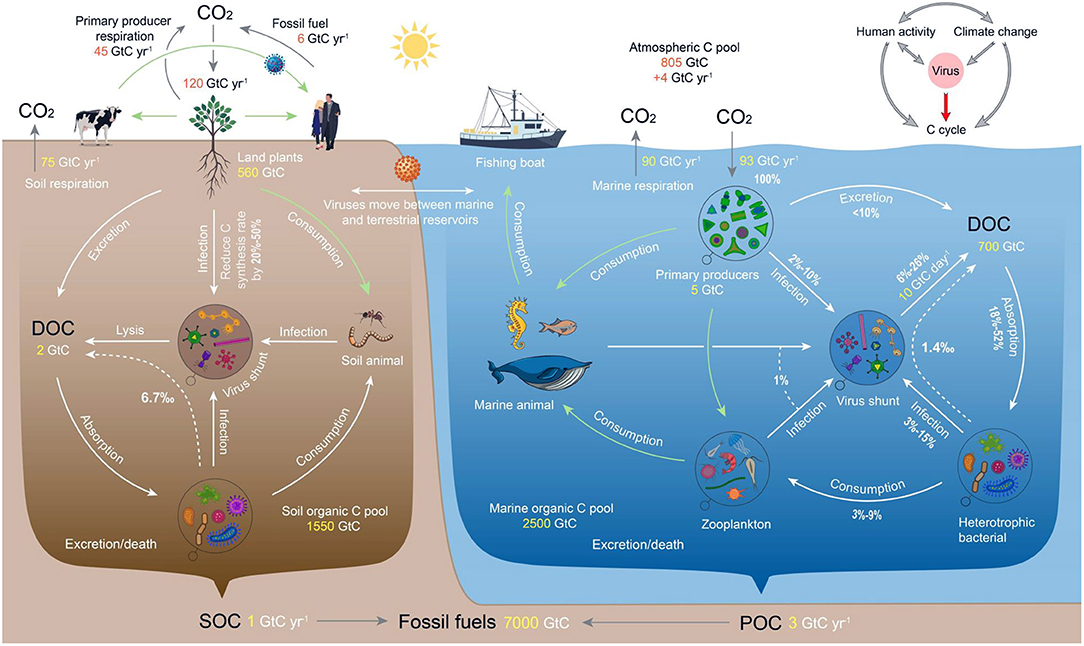
陸上生態系（左）と海洋生態系（右）でウイルスが炭素循環をどのように調節するかの比較。矢印は、ウイルスが古典的食物網・微生物ループ・炭素循環において果たす役割を示す。薄緑色の矢印は古典的食物網を、白色の矢印は微生物ループを、白の点線矢印は、ウイルスによる細菌の溶菌によって生じた炭素が生態系の溶存有機炭素（DOC）プールに貢献する割合を示す。淡水生態系も海洋生態系と同様の仕組みによって調節されている（図示略）。微生物ループは古典的食物連鎖を補完する重要な機構であり、溶存有機物が従属栄養性のプランクトン性細菌により二次生産過程で摂取される。これらの細菌は、原生動物・カイアシ類・その他の生物に消費され、最終的には古典的な食物連鎖に戻る。

炭素循環におけるウイルスの役割は近年注目されており、ウイルスは食物連鎖および微生物ループにおける物質循環およびエネルギーの流れに影響を与える「調節者」として機能している。地球生態系の炭素循環に対するウイルスの平均的な寄与率は8.6%であり、その内訳は海洋生態系に対して1.4%、陸域生態系に対して6.7%、淡水生態系に対して17.8%である。人為的活動および気候変動は、炭素循環プロセスにおけるウイルスの調整的役割を徐々に変化させており、特に過去200年間において急速な工業化と人口増加により顕著である。

## 遅い炭素循環プロセス

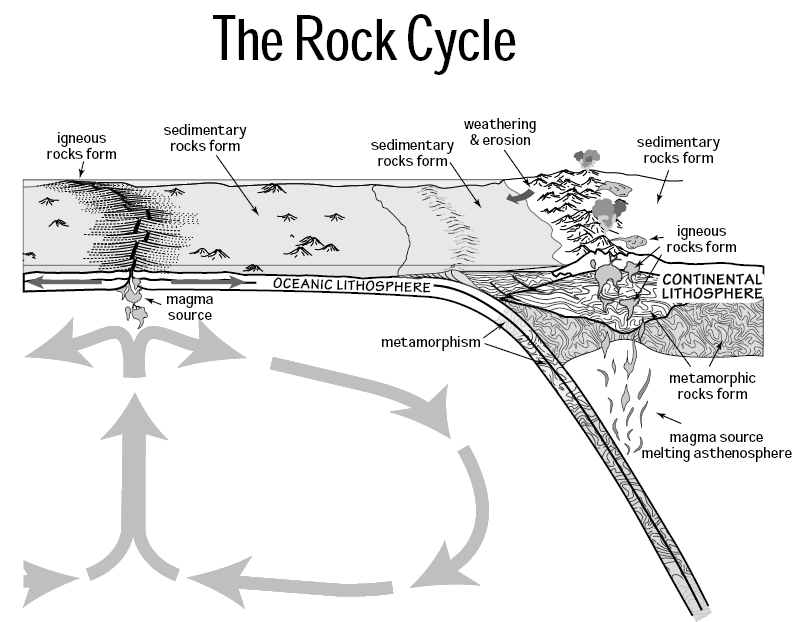
堆積岩・火成岩・変成岩によりなされる遅い（深い）地質学的炭素循環プロセス。速い炭素循環は生物圏によりこれら地質学的炭素循環プロセスと協働する。

遅い（あるいは深部の）炭素循環は、岩石循環に属する中長期の地球化学的過程である。海洋と大気の間の炭素交換には数世紀を要することがあり、岩石の風化は数百万年かかりうる。海洋中の炭素は海底に沈殿し堆積岩となり、やがて地球のマントルに沈み込むことがある。造山運動はこの地質炭素を地表へ戻す。そこでは岩石が風化し、炭素は脱ガスによって大気に、河川によって海洋に戻る。地質学的炭素はまた（石灰岩などの）カルシウムイオンの熱水放出を通じても海洋に戻る。1年間に1000万〜1億トンの炭素がこの遅い循環の中で移動していると見積もられている。また地質炭素の一部は火山活動により二酸化炭素として放出されるが、これは人間が化石燃料燃焼で放出する二酸化炭素量に比べ1%未満にすぎない。
深部炭素循環は地球表面および大気中における炭素の移動と密接に関連しており、もしそれが存在しなければ、炭素は長期間にわたって極めて高濃度に大気中にとどまることになる。したがって深部炭素循環は、地上の条件を生命が維持できるように維持する上で極めて重要な役割を果たしている。また深部炭素循環は、膨大な量の炭素を地球内部に輸送しているという理由でも単純に重要である。玄武岩質マグマの組成を調べ火山からの二酸化炭素輸送を測定した研究によると、マントル内に存在する炭素は地球表面に存在する炭素の実に1000倍量である。
遅いあるいは深部炭素循環は重要なプロセスであるが、大気圏・陸上生物圏・海洋・地圏を通る比較的速い炭素の移動に比べ十分に解明されていない。下部マントルおよび核はそれぞれ地表から660〜2891キロメートル、2891〜6371キロメートルであり、そこでの炭素の挙動を掘削により直接観察することは不可能であるため、深部地球における炭素の役割について決定的に解明された事柄は多くない。それでも実験室における深部地球条件の模擬実験などから得られた複数の証拠により、炭素が下部マントルへと移動する仕組みや、その極端な温度・圧力環境における形態が示唆されている。

### 下部マントル内の炭素

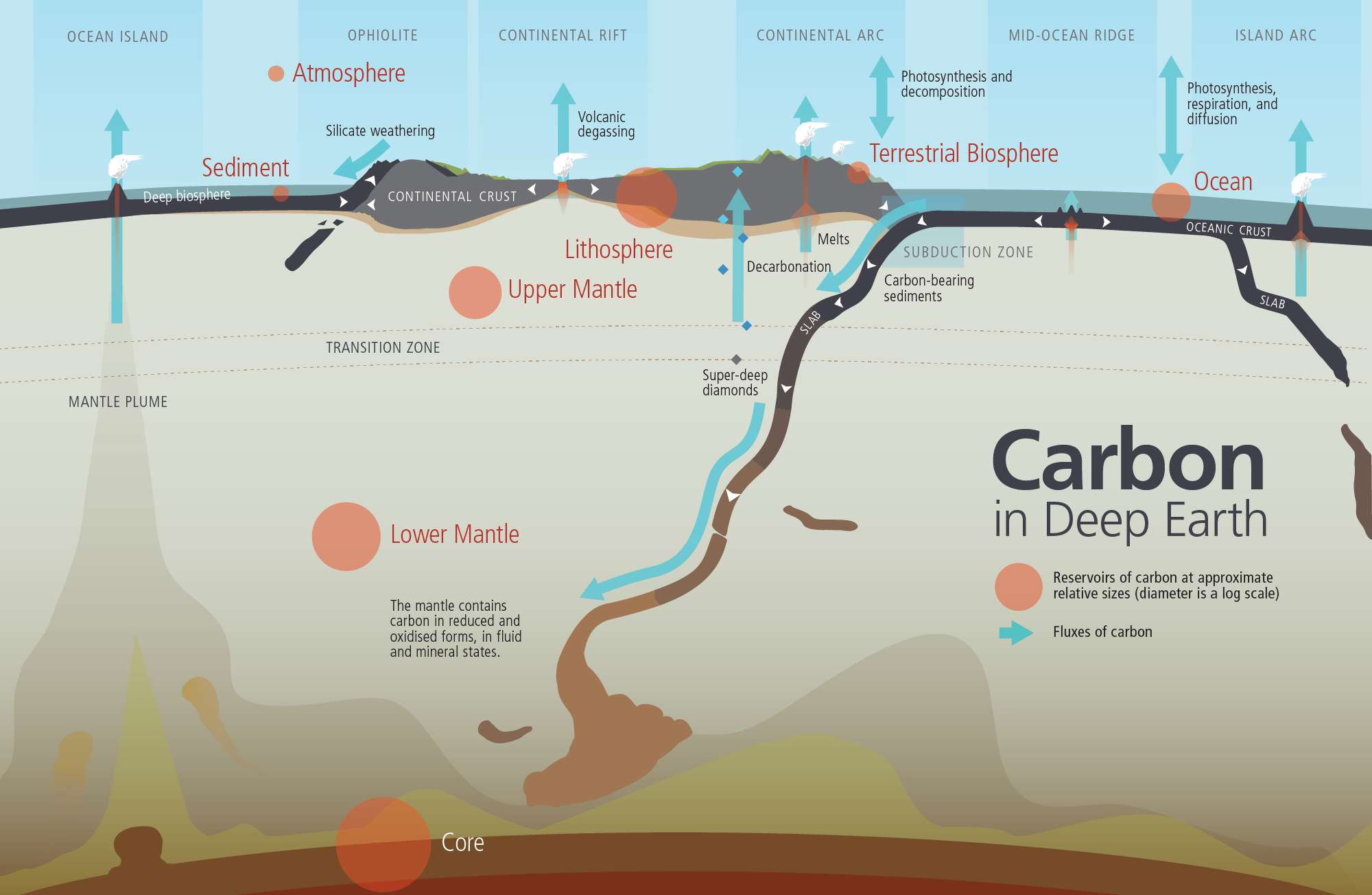
地球深部炭素のマントル内移動

下部マントル（歴史的にはメソスフェアとも呼ばれる）とは地表から660～2890キロメートル下の領域、すなわち遷移層と外核の間であり、地球の総体積の約56%を占める。
炭素は主に炭酸塩を豊富に含む堆積物の形で海洋地殻のテクトニックプレートに取り込まれ、沈み込みの際にマントルへと引き込まれる。マントルでの炭素循環についてはまだあまり解明されていないものの、炭素の移動やその形態に関する理解を深めるべく多くの研究がなされている。たとえば2011年の研究ではブラジルにて採取された超深部ダイヤモンドを分析し、その内包物の大部分が下部マントル条件下における玄武岩の融解と結晶化に一致することが示された。すなわち炭素循環は下部マントルにまで及んでおり、玄武岩質の海洋リソスフェアの断片が炭素を地球深部へ輸送する主要なメカニズムであることを示している。これらの沈み込んだ炭酸塩は下部マントルのケイ酸塩と反応し、上述のような超深部ダイヤモンドを形成することがある。
しかし下部マントルへと沈降する炭酸塩には、ダイヤモンド形成以外の行方もある。2011年の実験で1800キロメートルの深さに相当する環境（下部マントル内部）に炭酸塩をさらすと、マグネサイト・菱鉄鉱・さらには多種のグラファイトが形成した。他の実験や岩石学的観察もこれを支持しており、マグネサイトがマントル内の多くの領域において最も安定な炭酸塩相であるとされている。これは主に、マグネサイトが他の炭酸塩より融点が高いことによる。このことより、炭酸塩がマントル内を下降するにつれて還元され低酸素環境により深部で安定化されると結論づけられた。マグネシウム・鉄・その他の金属塩が、この過程におけるバッファーとして作用する。さらにグラファイトのような還元された単体炭素の存在は、炭素塩がマントル内部で還元されている証左である。

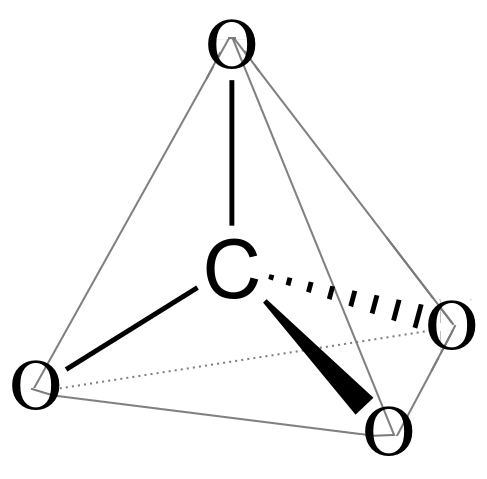
酸素原子が四面体型構造で炭素原子に配位している構造

地球核内の炭素に関する知見は、せん断波速度を解析することで得られる。せん断（S）波は地球のうち外核部分で特異的に伝播不能であることを示す図。

多型性は地球内部の異なる深さにおける炭酸塩の安定性に影響を及ぼす。たとえば、実験室での模擬実験や密度汎関数理論計算によれば、核-マントル境界に近い深さでは炭酸塩は四面体型に配位された構造が最も安定であることが示唆されている。2015年の研究では下部マントルの高圧環境下、炭素原子はsp2からsp3軌道に遷移し酸素と四面体構造で結合するようになることが示された。炭酸塩（CO3）の三方晶構造はそのままでは重合可能なネットワークを形成できないが、炭素の配位数が増加した四面体（CO4）はそれが可能であり、結果的に下部マントル内では炭酸塩化合物の物性が大きく変化することを示している。また予備的な理論研究によれば、高圧環境では融解した炭酸塩の粘性が上昇し流動性が低下して、炭素がマントル深部に大量に沈着しうるとされている。

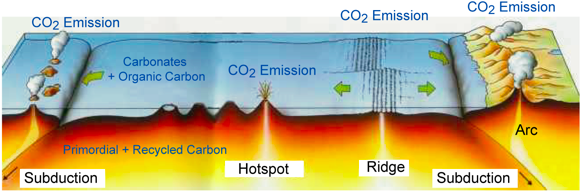
さまざまなプロセスによる炭素のガス噴出

このように炭素は下部マントル内に長期間とどまることができるが、高濃度の炭素はしばしばリソスフェアへと戻ってくる。このプロセスは炭素のガス噴出（outgassing）と呼ばれ、炭酸塩を含むマントルが減圧条件下で融解し、マントルプルームがそれを地殻近くまで運ぶことで起こり、炭素は火山のホットスポットに向かって上昇し二酸化炭素として放出される。これは炭素原子の酸化状態が、噴出する玄武岩のそれと一致するように変化することによる。

### 地球核（コア）内の炭素
地球の核における炭素の存在はかなり制約されているものの、以下の研究はこの領域に大量の炭素が貯蔵されている可能性を示唆している。 内核を通過するせん断（S）波は、鉄を豊富に含むほとんどの合金で予測される速度の約50％のみの速度で伝播する。内核の組成は結晶質鉄と少量のニッケルの合金であると考えられているため、この地震学的乖離は炭素を含む軽元素が核内に存在していることを示している。実際、ダイヤモンドアンビルセルを用いて地球の核条件を再現した研究では、炭化鉄（Fe7C3、セメンタイト）が内核の波速と密度に一致していることが示されている。したがって炭化鉄モデルは核が地球の炭素の最大67％を保持している証左となり得る。さらに別の研究では、地球の内核の圧力と温度条件下で炭素が鉄に溶け込み、構造は前述のものとは同一ではないものの同じFe7C3組成の安定相を形成することが明らかにされた。要約すると地球の核に貯蔵され得る炭素量は不明ではあるが、一部の地球物理学的観測は炭化鉄の存在で説明できる。

## 炭素循環モデルの試み

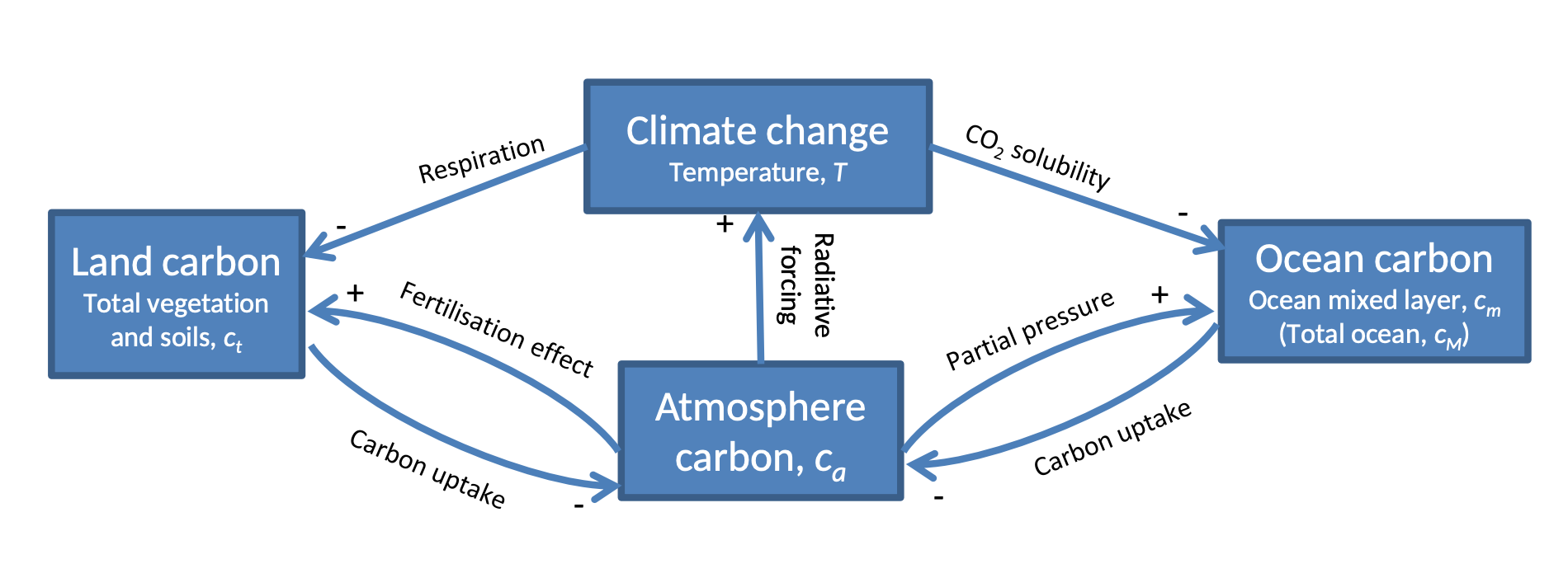
気候-炭素循環フィードバックと状態変数の定型モデルによる表現 陸上に蓄積されている炭素は、植物および土壌中の炭素として単一のストック（ct）にまとめられている。海洋においては、混合層の炭素（cm）のみが明示的にモデル化されているが、炭素循環フィードバックを推定する際には、海洋全体の炭素も算出される。

気候の変化を予測するための全球気候モデルを炭素循環モデルと結合させることによって、海洋と生物圏の相互作用応答を組み込み、将来の二酸化炭素レベルを予測することが試みられた。2004年のシミュレーション研究では1860～2100年の期間について、シミュレーション終了時（2100年）の大気中の二酸化炭素濃度は、上記２モデルを結合させない場合658ppm、結合させた場合748ppmと90ppm増加、地表温度は0.6℃高くなると予想された。2025年の実値では、その年１月の世界平均気温13.23℃は1850～1900年の１月の平均より1.75℃高くパリ協定目標をすでに突破した。

## 人類による速い炭素循環の撹乱

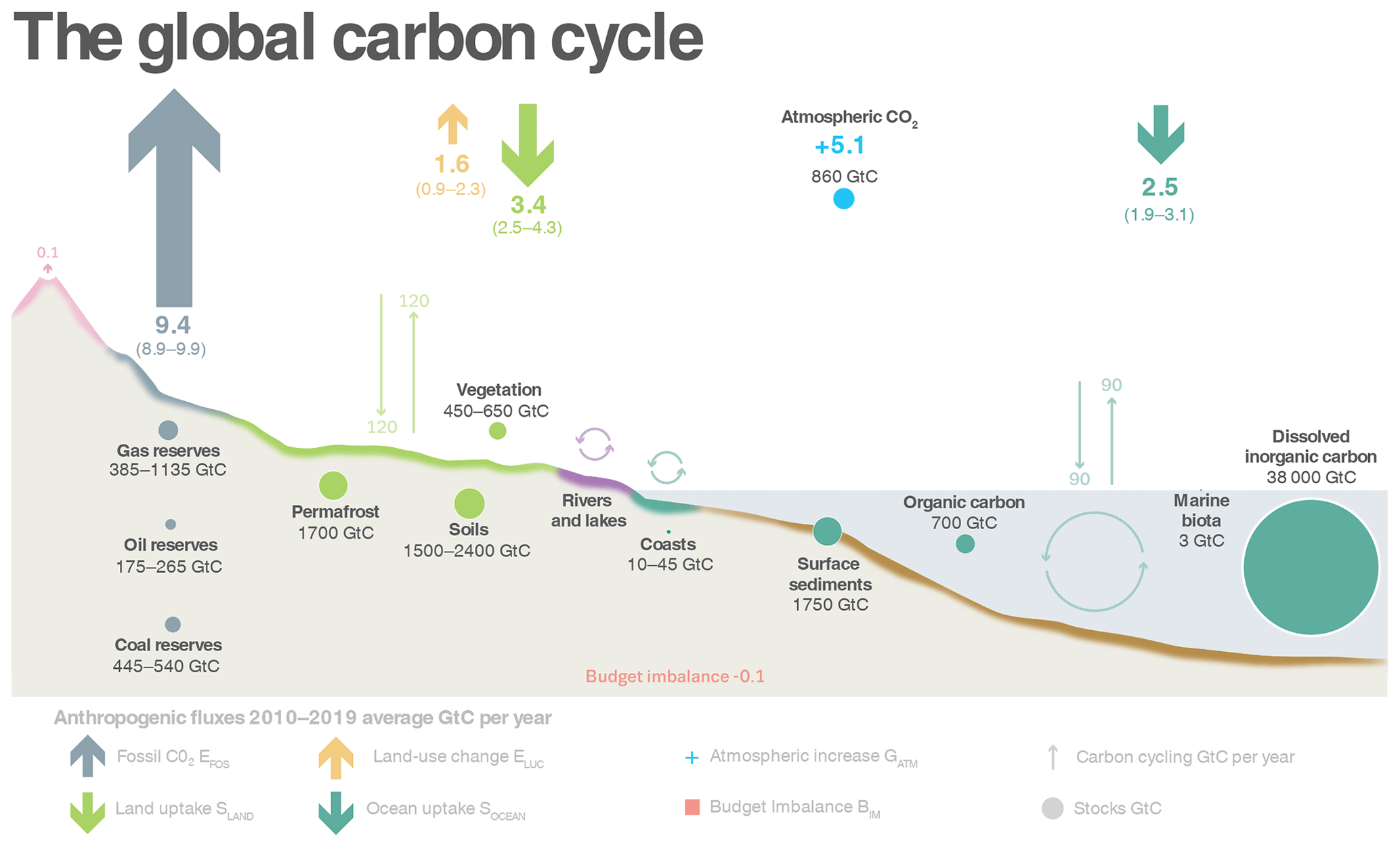
人類による全地球規模の炭素循環の撹乱（2010～2019年の平均値）。

産業革命以降とりわけ第二次世界大戦以後、人類は地圏から莫大な量の化石燃料を採取・燃焼し大気に二酸化炭素として排出したことにより、地球規模の炭素循環を著しく撹乱している。また人類は植生や土地利用を改変し、陸域生物圏における炭素循環をも継続的に障害してきた。その結果の気候変動は炭素循環への人為的影響をさらに増幅、さまざまなフィードバック機構でさらなる変化を引き起こしている。さらに、プラスチックやPFASなど大量生産された人工合成炭素化合物は、北極南極をふくむ地球上のほとんどの場所に汚染物質として数十年から半永久的に残存する。

### 気候変動
気候変動により海洋の温度と酸性度が上昇し、それにより海洋生態系が変化している。また、酸性雨や農業・工業からの汚染水が、海洋の化学組成を変化させている。これらの変化は、サンゴ礁のような非常に感受性の高い生態系を壊滅しうるものであり、その結果大気から海洋への炭素の吸収能力が低下、世界規模で海洋生物多様性を低下させる。
2016年時点では、陸上および海洋の炭素吸収源は人為的二酸化炭素排出を緩衝するフィードバックとして働き、それぞれ約4分の1ずつを吸収していると見積もられていた。このフィードバックは将来的に弱まり、人為的な炭素排出が気候変動に与える影響をさらに強めることになると予測されているが、どの程度弱まるかについての定量的見積もりは困難で、大気中炭素濃度や排出シナリオを同一にしてモデリングしても広範な予測幅となっている。
北極圏気候変動により永久凍土の融解を介し間接的に引き起こされる北極圏メタン放散も、炭素循環に影響を及ぼしさらなる温暖化に寄与している。温暖化により永久凍土が融解してしまうと、たとえ気温の上昇が逆転しても数世紀にわたって再び永久凍土には戻らず、永久凍土での炭素循環は事実上不可逆的に崩壊する。このことから永久凍土融解は地球温暖化の「時限爆弾」と言われ、気候システムにおけるティッピングポイントとされている。

### 化石燃料の消費

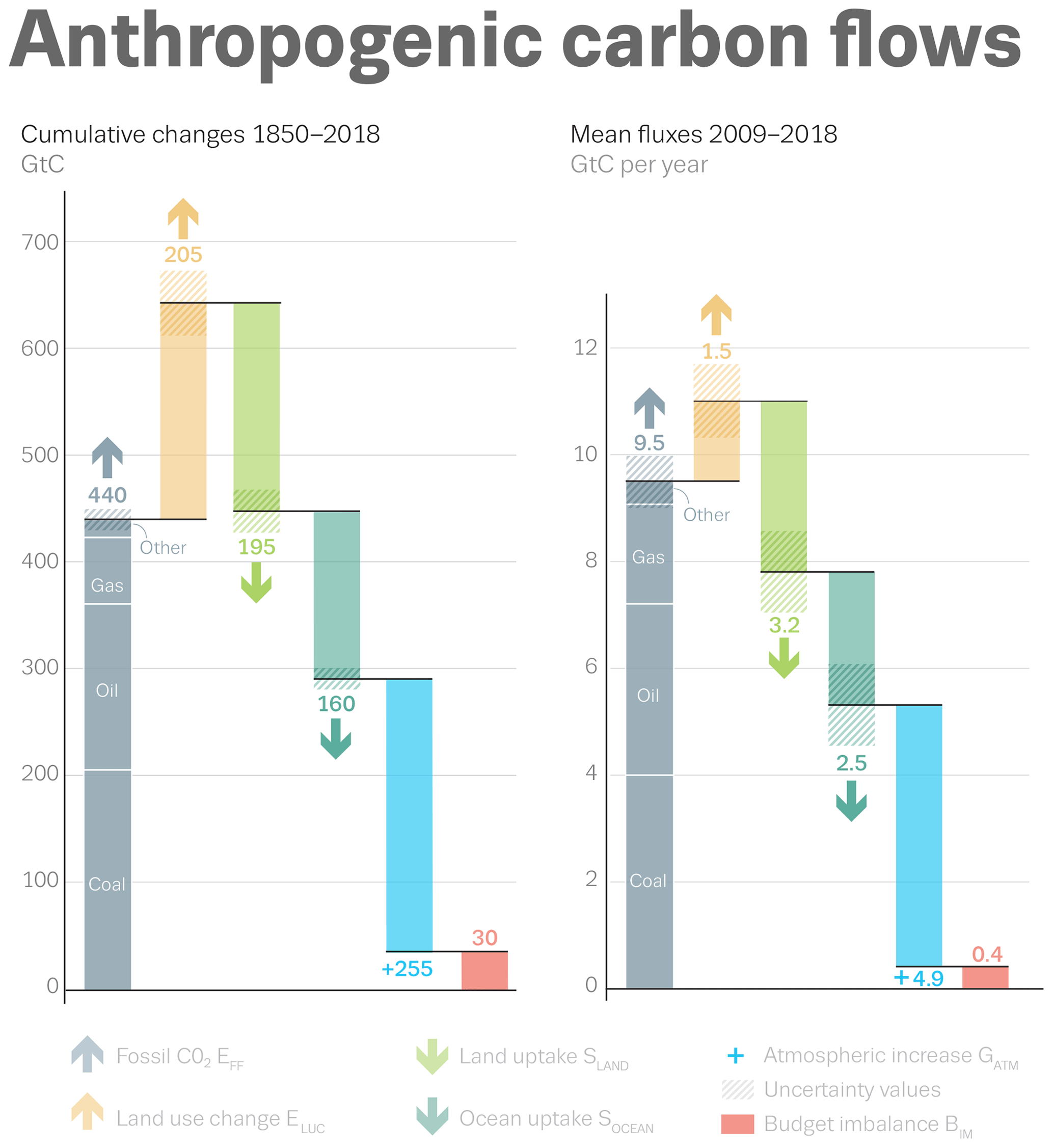
人為的な炭素の流れの詳細。左図は1850年から2018年までの累積質量（単位：ギガトン）、右図は2009年から2018年の年間平均質量を示している。

炭素循環および生物圏に対する最大かつ最も急速に拡大している人為的影響の一つは、化石燃料の採掘・燃焼による地圏から大気中への莫大な量の炭素移動である。製鉄や石灰岩の焼成（セメント製造）でも二酸化炭素を大気中に放出している。2015年の見積もりでは大気中への二酸化炭素の人為的排出量は、すでに植生および海洋による吸収量を上回っている 。2020年までに約450ギガトンの化石燃料炭素がすでに採掘されており、これは地球上のすべての陸上生物バイオマスに含まれる炭素量に匹敵する規模である。
かつて植生や海洋などの炭素吸収源は、約1世紀の間に人類が排出した大気中二酸化炭素の約半分を除去すると期待され、実際に観測されていた。しかしながら、もはやこれら吸収源は飽和が見られ、人類が排出した炭素の20〜35％が数世紀～数千年間大気中に残留すると予測されている。

### 土地利用・改変
人類は数世紀にわたり農業により陸域生物圏における植生を改変することでも、炭素循環に影響を与えてきた。過去数世紀にわたる人類の土地利用および土地被覆改変（land use and land cover change：LUCC）は生物多様性喪失を招いており、その結果として生態系の大気中から炭素を除去する能力を弱め、むしろこれによりしばしば陸域生態系から大気中への炭素放出を引き起こしている。例えば森林伐採は大量の炭素を隔離する森林を破壊し、炭素隔離能が遥かに少ないかむしろ炭素排出源である農地や都市域に速やかに変換する。

## 引用
1. 1 2 3  “The Carbon Cycle”. Earth Observatory.   NASA (2011年6月16日). 2016年3月5日時点のオリジナルよりアーカイブ。2018年4月5日閲覧。
2. ↑  Libes, Susan M (2015). “Blue planet: The role of the oceans in nutrient cycling, maintain the atmosphere system, and modulating climate change”. In Smith, Hance D.; Suárez de Vivero, Juan Luis; Agardy, Tundi S.. Routledge Handbook of Ocean Resources and Management. Routledge. pp. 89–107. ISBN 978-1-136-29482-2
3. 1 2  “The NOAA Annual Greenhouse Gas Index (AGGI) - An Introduction”.  NOAA Global Monitoring Laboratory/Earth System Research Laboratories. 2020年10月30日閲覧。
4. ↑  “What is Ocean Acidification?”.   National Ocean Service, National Oceanic and Atmospheric Administration. 2020年10月30日閲覧。
5. 1 2 3 4 5 6 7 8  Falkowski, P.; Scholes, R. J.; Boyle, E.; Canadell, J.; Canfield, D.; Elser, J.; Gruber, N.; Hibbard, K. et al. (2000). “The Global Carbon Cycle: A Test of Our Knowledge of Earth as a System”. Science 290 (5490):  291–296. Bibcode: 2000Sci...290..291F. doi:10.1126/science.290.5490.291. PMID 11030643.
6. ↑  Archer, David (2010). The global carbon cycle. Princeton: Princeton University Press. ISBN 978-1-4008-3707-6. OCLC 707067741
7. ↑  Archer, David (2010). The Global Carbon Cycle. Princeton University Press. pp. 5–6. ISBN 978-1-4008-3707-6
8. 1 2 3  Prentice, I.C. (2001). “The carbon cycle and atmospheric carbon dioxide”. In Houghton, J.T.. Climate change 2001: the scientific basis: contribution of Working Group I to the Third Assessment Report of the Intergouvernmental Panel on Climate Change. hdl:10067/381670151162165141
9. ↑  “An Introduction to the Global Carbon Cycle”.   University of New Hampshire (2009年). 2016年10月8日時点のオリジナルよりアーカイブ。2016年2月6日閲覧。
10. ↑  “A Year In The Life Of Earth's CO2” (Press release). NASA's Goddard Space Flight Center. 17 November 2014.
11. ↑  Forster, P.; Ramawamy, V.; Artaxo, P.; Berntsen, T.; Betts, R.; Fahey, D.W.; Haywood, J.; Lean, J. et al. (2007). “Changes in atmospheric constituents and in radiative forcing”. Climate Change 2007: The Physical Basis. Contribution of Working Group I to the Fourth Assessment Report of the Intergovernmental Panel on Climate Change.
12. 1 2 3  田近英一　『大気の進化46億年　O2とCO2』　p212ほか、技術評論社、2011年9月25日発行、ISBN 978-4-7741-4784-0
13. ↑  Naylor, Dan; Sadler, Natalie; Bhattacharjee, Arunima; Graham, Emily B.; Anderton, Christopher R.; McClure, Ryan; Lipton, Mary; Hofmockel, Kirsten S. et al. (2020-10-17). “Soil Microbiomes Under Climate Change and Implications for Carbon Cycling” (英語). Annual Review of Environment and Resources 45 (Volume 45, 2020):  29–59. doi:10.1146/annurev-environ-012320-082720. ISSN 1543-5938.
14. ↑  Rice, Charles W. (January 2002). “Storing carbon in soil: Why and how?”. Geotimes 47 (1):  14–17.  オリジナルの5 April 2018時点におけるアーカイブ。 2018年4月5日閲覧。.
15. ↑  Yousaf, Balal; Liu, Guijian; Wang, Ruwei; Abbas, Qumber; Imtiaz, Muhammad; Liu, Ruijia (2016). “Investigating the biochar effects on C-mineralization and sequestration of carbon in soil compared with conventional amendments using the stable isotope (δ13C) approach”. GCB Bioenergy 9 (6):  1085–1099. doi:10.1111/gcbb.12401.
16. ↑  Lal, Rattan (2008). “Sequestration of atmospheric CO2 in global carbon pools”. Energy and Environmental Science 1:  86–100. doi:10.1039/b809492f.
17. ↑  Li, Mingxu; Peng, Changhui; Wang, Meng; Xue, Wei; Zhang, Kerou; Wang, Kefeng; Shi, Guohua; Zhu, Qiuan (2017). “The carbon flux of global rivers: A re-evaluation of amount and spatial patterns”. Ecological Indicators 80:  40–51. Bibcode: 2017EcInd..80...40L. doi:10.1016/j.ecolind.2017.04.049.
18. ↑  Bond-Lamberty, Ben; Thomson, Allison (2010). “Temperature-associated increases in the global soil respiration record”. Nature 464 (7288):  579–582. Bibcode: 2010Natur.464..579B. doi:10.1038/nature08930. PMID 20336143.
19. 1 2  Varney, Rebecca M.; Chadburn, Sarah E.; Friedlingstein, Pierre; Burke, Eleanor J.; Koven, Charles D.; Hugelius, Gustaf; Cox, Peter M. (2 November 2020). “A spatial emergent constraint on the sensitivity of soil carbon turnover to global warming”. Nature Communications 11 (1):  5544. Bibcode: 2020NatCo..11.5544V. doi:10.1038/s41467-020-19208-8. PMC 7608627. PMID 33139706.
20. ↑  Friedlingstein, Pierre; O'Sullivan, Michael; Jones, Matthew W.; Andrew, Robbie M.; Hauck, Judith; Olsen, Are; Peters, Glen P.; Peters, Wouter et al. (2020-12-11). “Global Carbon Budget 2020” (English). Earth System Science Data 12 (4):  3269–3340. doi:10.5194/essd-12-3269-2020. ISSN 1866-3508.
21. ↑  Sarmiento, Jorge L.; Gruber, Nicolas (2006). Ocean Biogeochemical Dynamics. Princeton University Press. ISBN 978-0-691-01707-5[要ページ番号]
22. ↑  Kleypas, J. A.; Buddemeier, R. W.; Archer, D.; Gattuso, J. P.; Langdon, C.; Opdyke, B. N. (1999). “Geochemical Consequences of Increased Atmospheric Carbon Dioxide on Coral Reefs”. Science 284 (5411):  118–120. Bibcode: 1999Sci...284..118K. doi:10.1126/science.284.5411.118. PMID 10102806.
23. ↑  Langdon, C.; Takahashi, T.; Sweeney, C.; Chipman, D.; Goddard, J.; Marubini, F.; Aceves, H.; Barnett, H. et al. (2000). “Effect of calcium carbonate saturation state on the calcification rate of an experimental coral reef”. Global Biogeochemical Cycles 14 (2):  639. Bibcode: 2000GBioC..14..639L. doi:10.1029/1999GB001195.
24. ↑  “Understanding the long-term carbon-cycle: weathering of rocks - a vitally important carbon-sink”. skepticalscience.com. 2025年4月25日閲覧。
25. 1 2  “The Slow Carbon Cycle”.   NASA (2011年6月16日). 2012年6月16日時点のオリジナルよりアーカイブ。2012年6月24日閲覧。
26. 1 2  The Carbon Cycle and Earth's Climate Archived 23 June 2003 at the Wayback Machine. Information sheet for Columbia University Summer Session 2012 Earth and Environmental Sciences Introduction to Earth Sciences I
27. ↑  Berner, Robert A. (November 1999). “A New Look at the Long-term Carbon Cycle”. GSA Today 9 (11):  1–6.  オリジナルの2019-02-13時点におけるアーカイブ。.
28. ↑  Bush, Martin J. (2020). “The Carbon Cycle”. Climate Change and Renewable Energy. pp. 109–141. doi:10.1007/978-3-030-15424-0_3. ISBN 978-3-030-15423-3
29. ↑  NASA Earth Observatory (16 June 2011). "The Fast Carbon Cycle". Archive.  この記述には、アメリカ合衆国内でパブリックドメインとなっている記述を含む。
30. ↑  Rothman, D. H. (2002). “Atmospheric carbon dioxide levels for the last 500 million years”. Proceedings of the National Academy of Sciences 99 (7):  4167–4171. Bibcode: 2002PNAS...99.4167R. doi:10.1073/pnas.022055499. PMC 123620. PMID 11904360.
31. ↑  Carpinteri, Alberto; Niccolini, Gianni (2019). “Correlation between the Fluctuations in Worldwide Seismicity and Atmospheric Carbon Pollution”. Sci 1:  17. doi:10.3390/sci1010017. This article incorporates text from this source, which is available under the CC BY 4.0 license.
32. ↑  Rothman, Daniel H. (17 September 2014). “Earth's carbon cycle: A mathematical perspective”. Bulletin of the American Mathematical Society 52 (1):  47–64. Bibcode: 2014BAMaS..52...47R. doi:10.1090/S0273-0979-2014-01471-5. hdl:1721.1/97900.
33. 1 2 3  Ward, Nicholas D.; Bianchi, Thomas S.; Medeiros, Patricia M.; Seidel, Michael; Richey, Jeffrey E.; Keil, Richard G.; Sawakuchi, Henrique O. (31 January 2017). “Where Carbon Goes When Water Flows: Carbon Cycling across the Aquatic Continuum”. Frontiers in Marine Science 4. doi:10.3389/fmars.2017.00007. This article incorporates text from this source, which is available under the CC BY 4.0 license.
34. ↑  Kerminen, Veli-Matti; Virkkula, Aki; Hillamo, Risto; Wexler, Anthony S.; Kulmala, Markku (16 April 2000). “Secondary organics and atmospheric cloud condensation nuclei production”. Journal of Geophysical Research: Atmospheres 105 (D7):  9255–9264. Bibcode: 2000JGR...105.9255K. doi:10.1029/1999JD901203.
35. ↑  Riipinen, I.; Pierce, J. R.; Yli-Juuti, T.; Nieminen, T.; Häkkinen, S.; Ehn, M.; Junninen, H.; Lehtipalo, K. et al. (27 April 2011). “Organic condensation: a vital link connecting aerosol formation to cloud condensation nuclei (CCN) concentrations”. Atmospheric Chemistry and Physics 11 (8):  3865–3878. Bibcode: 2011ACP....11.3865R. doi:10.5194/acp-11-3865-2011.
36. ↑  Waterloo, Maarten J.; Oliveira, Sylvia M.; Drucker, Debora P.; Nobre, Antonio D.; Cuartas, Luz A.; Hodnett, Martin G.; Langedijk, Ivar; Jans, Wilma W. P. et al. (15 August 2006). “Export of organic carbon in run-off from an Amazonian rainforest blackwater catchment”. Hydrological Processes 20 (12):  2581–2597. Bibcode: 2006HyPr...20.2581W. doi:10.1002/hyp.6217.
37. ↑  Neu, Vania; Ward, Nicholas D.; Krusche, Alex V.; Neill, Christopher (28 June 2016). “Dissolved Organic and Inorganic Carbon Flow Paths in an Amazonian Transitional Forest”. Frontiers in Marine Science 3. doi:10.3389/fmars.2016.00114.
38. ↑  Baldock, J.A.; Masiello, C.A.; Gélinas, Y.; Hedges, J.I. (December 2004). “Cycling and composition of organic matter in terrestrial and marine ecosystems”. Marine Chemistry 92 (1–4):  39–64. Bibcode: 2004MarCh..92...39B. doi:10.1016/j.marchem.2004.06.016.
39. ↑  Myers-Pigg, Allison N.; Griffin, Robert J.; Louchouarn, Patrick; Norwood, Matthew J.; Sterne, Amanda; Cevik, Basak Karakurt (6 September 2016). “Signatures of Biomass Burning Aerosols in the Plume of a Saltmarsh Wildfire in South Texas”. Environmental Science & Technology 50 (17):  9308–9314. Bibcode: 2016EnST...50.9308M. doi:10.1021/acs.est.6b02132. PMID 27462728.
40. ↑  Field, Christopher B.; Behrenfeld, Michael J.; Randerson, James T.; Falkowski, Paul (10 July 1998). “Primary Production of the Biosphere: Integrating Terrestrial and Oceanic Components”. Science 281 (5374):  237–240. Bibcode: 1998Sci...281..237F. doi:10.1126/science.281.5374.237. PMID 9657713.
41. ↑  Martens, Dean A.; Reedy, Thomas E.; Lewis, David T. (January 2004). “Soil organic carbon content and composition of 130-year crop, pasture and forest land-use managements”. Global Change Biology 10 (1):  65–78. Bibcode: 2004GCBio..10...65M. doi:10.1046/j.1529-8817.2003.00722.x.
42. ↑  Bose, Samar K.; Francis, Raymond C.; Govender, Mark; Bush, Tamara; Spark, Andrew (February 2009). “Lignin content versus syringyl to guaiacyl ratio amongst poplars”. Bioresource Technology 100 (4):  1628–1633. Bibcode: 2009BiTec.100.1628B. doi:10.1016/j.biortech.2008.08.046. PMID 18954979.
43. ↑  Schlesinger, William H.; Andrews, Jeffrey A. (2000). “Soil respiration and the global carbon cycle”. Biogeochemistry 48 (1):  7–20. Bibcode: 2000Biogc..48....7S. doi:10.1023/A:1006247623877.
44. ↑  Schmidt, Michael W. I.; Torn, Margaret S.; Abiven, Samuel; Dittmar, Thorsten; Guggenberger, Georg; Janssens, Ivan A.; Kleber, Markus; Kögel-Knabner, Ingrid et al. (October 2011). “Persistence of soil organic matter as an ecosystem property”. Nature 478 (7367):  49–56. Bibcode: 2011Natur.478...49S. doi:10.1038/nature10386. PMID 21979045.
45. ↑  Lehmann, Johannes; Kleber, Markus (December 2015). “The contentious nature of soil organic matter”. Nature 528 (7580):  60–68. Bibcode: 2015Natur.528...60L. doi:10.1038/nature16069. PMID 26595271.
46. ↑  Qualls, Robert G.; Haines, Bruce L. (March 1992). “Biodegradability of Dissolved Organic Matter in Forest Throughfall, Soil Solution, and Stream Water”. Soil Science Society of America Journal 56 (2):  578–586. Bibcode: 1992SSASJ..56..578Q. doi:10.2136/sssaj1992.03615995005600020038x.
47. ↑  Grøn, Christian; Tørsløv, Jens; Albrechtsen, Hans-Jørgen; Jensen, Hanne Møller (May 1992). “Biodegradability of dissolved organic carbon in groundwater from an unconfined aquifer”. Science of the Total Environment 117-118:  241–251. Bibcode: 1992ScTEn.117..241G. doi:10.1016/0048-9697(92)90091-6.
48. ↑  Pabich, Wendy J.; Valiela, Ivan; Hemond, Harold F. (2001). “Relationship between DOC concentration and vadose zone thickness and depth below water table in groundwater of Cape Cod, U.S.A.”. Biogeochemistry 55 (3):  247–268. Bibcode: 2001Biogc..55..247P. doi:10.1023/A:1011842918260.
49. ↑  Linsley, Ray K. (1975). Solutions Manual to Accompany Hydrology for Engineers. McGraw-Hill. OCLC 24765393[要ページ番号]
50. ↑  Horton, Robert E. (June 1933). “The Rôle of infiltration in the hydrologic cycle”. Eos, Transactions American Geophysical Union 14 (1):  446–460. Bibcode: 1933TrAGU..14..446H. doi:10.1029/TR014i001p00446.
51. ↑  Ward, Nicholas D.; Keil, Richard G.; Medeiros, Patricia M.; Brito, Daimio C.; Cunha, Alan C.; Dittmar, Thorsten; Yager, Patricia L.; Krusche, Alex V. et al. (July 2013). “Degradation of terrestrially derived macromolecules in the Amazon River”. Nature Geoscience 6 (7):  530–533. Bibcode: 2013NatGe...6..530W. doi:10.1038/ngeo1817.
52. ↑  Myers-Pigg, Allison N.; Louchouarn, Patrick; Amon, Rainer M. W.; Prokushkin, Anatoly; Pierce, Kayce; Rubtsov, Alexey (28 January 2015). “Labile pyrogenic dissolved organic carbon in major Siberian Arctic rivers: Implications for wildfire-stream metabolic linkages”. Geophysical Research Letters 42 (2):  377–385. Bibcode: 2015GeoRL..42..377M. doi:10.1002/2014GL062762.
53. ↑  Richey, Jeffrey E.; Melack, John M.; Aufdenkampe, Anthony K.; Ballester, Victoria M.; Hess, Laura L. (April 2002). “Outgassing from Amazonian rivers and wetlands as a large tropical source of atmospheric CO2”. Nature 416 (6881):  617–620. doi:10.1038/416617a. PMID 11948346.
54. ↑  Cole, J. J.; Prairie, Y. T.; Caraco, N. F.; McDowell, W. H.; Tranvik, L. J.; Striegl, R. G.; Duarte, C. M.; Kortelainen, P. et al. (February 2007). “Plumbing the Global Carbon Cycle: Integrating Inland Waters into the Terrestrial Carbon Budget”. Ecosystems 10 (1):  172–185. Bibcode: 2007Ecosy..10..172C. doi:10.1007/s10021-006-9013-8.
55. 1 2  Raymond, Peter A.; Hartmann, Jens; Lauerwald, Ronny; Sobek, Sebastian; McDonald, Cory; Hoover, Mark; Butman, David; Striegl, Robert et al. (21 November 2013). “Global carbon dioxide emissions from inland waters”. Nature 503 (7476):  355–359. Bibcode: 2013Natur.503..355R. doi:10.1038/nature12760. PMID 24256802.
56. ↑  Tranvik, Lars J.; Downing, John A.; Cotner, James B.; Loiselle, Steven A.; Striegl, Robert G.; Ballatore, Thomas J.; Dillon, Peter; Finlay, Kerri et al. (November 2009). “Lakes and reservoirs as regulators of carbon cycling and climate”. Limnology and Oceanography 54 (6part2):  2298–2314. Bibcode: 2009LimOc..54.2298T. doi:10.4319/lo.2009.54.6_part_2.2298.
57. ↑  Bastviken, David; Cole, Jonathan; Pace, Michael; Tranvik, Lars (December 2004). “Methane emissions from lakes: Dependence of lake characteristics, two regional assessments, and a global estimate”. Global Biogeochemical Cycles 18 (4). Bibcode: 2004GBioC..18.4009B. doi:10.1029/2004GB002238.
58. ↑  Cooley, S. R.; Coles, V. J.; Subramaniam, A.; Yager, P. L. (September 2007). “Seasonal variations in the Amazon plume-related atmospheric carbon sink”. Global Biogeochemical Cycles 21 (3). Bibcode: 2007GBioC..21.3014C. doi:10.1029/2006GB002831.
59. ↑  Subramaniam, A.; Yager, P. L.; Carpenter, E. J.; Mahaffey, C.; Björkman, K.; Cooley, S.; Kustka, A. B.; Montoya, J. P. et al. (29 July 2008). “Amazon River enhances diazotrophy and carbon sequestration in the tropical North Atlantic Ocean”. Proceedings of the National Academy of Sciences 105 (30):  10460–10465. doi:10.1073/pnas.0710279105. PMC 2480616. PMID 18647838.
60. 1 2  Cai, Wei-Jun (15 January 2011). “Estuarine and Coastal Ocean Carbon Paradox: CO 2 Sinks or Sites of Terrestrial Carbon Incineration?”. Annual Review of Marine Science 3 (1):  123–145. Bibcode: 2011ARMS....3..123C. doi:10.1146/annurev-marine-120709-142723. PMID 21329201.
61. ↑   Ecological Processes in Coastal and Marine Systems. (1979). doi:10.1007/978-1-4615-9146-7. ISBN 978-1-4615-9148-1[要ページ番号]
62. ↑  Dittmar, Thorsten; Lara, Rubén José; Kattner, Gerhard (March 2001). “River or mangrove? Tracing major organic matter sources in tropical Brazilian coastal waters”. Marine Chemistry 73 (3–4):  253–271. Bibcode: 2001MarCh..73..253D. doi:10.1016/s0304-4203(00)00110-9.
63. ↑  Moore, W.S.; Beck, M.; Riedel, T.; Rutgers van der Loeff, M.; Dellwig, O.; Shaw, T.J.; Schnetger, B.; Brumsack, H.-J. (November 2011). “Radium-based pore water fluxes of silica, alkalinity, manganese, DOC, and uranium: A decade of studies in the German Wadden Sea”. Geochimica et Cosmochimica Acta 75 (21):  6535–6555. Bibcode: 2011GeCoA..75.6535M. doi:10.1016/j.gca.2011.08.037.
64. ↑  Wehrli, Bernhard (November 2013). “Conduits of the carbon cycle”. Nature 503 (7476):  346–347. doi:10.1038/503346a. PMID 24256800.
65. ↑  Moran, Mary Ann; Kujawinski, Elizabeth B.; Stubbins, Aron; Fatland, Rob; Aluwihare, Lihini I.; Buchan, Alison; Crump, Byron C.; Dorrestein, Pieter C. et al. (22 March 2016). “Deciphering ocean carbon in a changing world”. Proceedings of the National Academy of Sciences 113 (12):  3143–3151. Bibcode: 2016PNAS..113.3143M. doi:10.1073/pnas.1514645113. PMC 4812754. PMID 26951682.
66. 1 2 3 4 5  Gao, Yang; Lu, Yao; Dungait, Jennifer A. J.; Liu, Jianbao; Lin, Shunhe; Jia, Junjie; Yu, Guirui (29 March 2022). “The 'Regulator' Function of Viruses on Ecosystem Carbon Cycling in the Anthropocene”. Frontiers in Public Health 10. doi:10.3389/fpubh.2022.858615. PMC 9001988. PMID 35425734. This article incorporates text from this source, which is available under the CC BY 4.0 license.
67. ↑  Schlünz, B.; Schneider, R. R. (2000-03-22). “Transport of terrestrial organic carbon to the oceans by rivers: re-estimating flux- and burial rates”. International Journal of Earth Sciences (Springer Science and Business Media LLC) 88 (4):  599–606. Bibcode: 2000IJEaS..88..599S. doi:10.1007/s005310050290.
68. ↑  Blair, Neal E.; Leithold, Elana L.; Aller, Robert C. (2004). “From bedrock to burial: The evolution of particulate organic carbon across coupled watershed-continental margin systems”. Marine Chemistry 92 (1–4):  141–156. Bibcode: 2004MarCh..92..141B. doi:10.1016/j.marchem.2004.06.023.
69. ↑  Bouchez, Julien; Beyssac, Olivier; Galy, Valier; Gaillardet, Jérôme; France-Lanord, Christian; Maurice, Laurence; Moreira-Turcq, Patricia (2010). “Oxidation of petrogenic organic carbon in the Amazon floodplain as a source of atmospheric CO2”. Geology (Geological Society of America) 38 (3):  255–258. Bibcode: 2010Geo....38..255B. doi:10.1130/g30608.1.
70. ↑  Regnier, Pierre; Friedlingstein, Pierre; Ciais, Philippe; Mackenzie, Fred T.; Gruber, Nicolas; Janssens, Ivan A.; Laruelle, Goulven G.; Lauerwald, Ronny et al. (August 2013). “Anthropogenic perturbation of the carbon fluxes from land to ocean”. Nature Geoscience 6 (8):  597–607. Bibcode: 2013NatGe...6..597R. doi:10.1038/ngeo1830. hdl:10871/18939.
71. 1 2  Bauer, James E.; Cai, Wei-Jun; Raymond, Peter A.; Bianchi, Thomas S.; Hopkinson, Charles S.; Regnier, Pierre A. G. (5 December 2013). “The changing carbon cycle of the coastal ocean”. Nature 504 (7478):  61–70. Bibcode: 2013Natur.504...61B. doi:10.1038/nature12857. PMID 24305149.
72. ↑  Cai, Wei-Jun (15 January 2011). “Estuarine and Coastal Ocean Carbon Paradox: CO 2 Sinks or Sites of Terrestrial Carbon Incineration?”. Annual Review of Marine Science 3 (1):  123–145. Bibcode: 2011ARMS....3..123C. doi:10.1146/annurev-marine-120709-142723. PMID 21329201.
73. ↑  Galy, Valier; Peucker-Ehrenbrink, Bernhard; Eglinton, Timothy (May 2015). “Global carbon export from the terrestrial biosphere controlled by erosion”. Nature 521 (7551):  204–207. Bibcode: 2015Natur.521..204G. doi:10.1038/nature14400. PMID 25971513.
74. ↑  Sigman, D.M.; Haug, G.H. (2003). “The Biological Pump in the Past”. Treatise on Geochemistry. 6. pp. 491–528. Bibcode: 2003TrGeo...6..491S. doi:10.1016/B0-08-043751-6/06118-1. ISBN 978-0-08-043751-4
75. ↑  Sanders, Richard; Henson, Stephanie A.; Koski, Marja; De La Rocha, Christina L.; Painter, Stuart C.; Poulton, Alex J.; Riley, Jennifer; Salihoglu, Baris et al. (December 2014). “The Biological Carbon Pump in the North Atlantic”. Progress in Oceanography 129:  200–218. Bibcode: 2014PrOce.129..200S. doi:10.1016/j.pocean.2014.05.005.
76. ↑  Boyd, Philip W. (13 October 2015). “Toward quantifying the response of the oceans' biological pump to climate change”. Frontiers in Marine Science 2. doi:10.3389/fmars.2015.00077.
77. ↑  Basu, Samarpita; Mackey, Katherine (19 March 2018). “Phytoplankton as Key Mediators of the Biological Carbon Pump: Their Responses to a Changing Climate”. Sustainability 10 (3):  869. doi:10.3390/su10030869.
78. ↑  Steinberg, Deborah K; Goldthwait, Sarah A; Hansell, Dennis A (August 2002). “Zooplankton vertical migration and the active transport of dissolved organic and inorganic nitrogen in the Sargasso Sea”. Deep Sea Research Part I: Oceanographic Research Papers 49 (8):  1445–1461. Bibcode: 2002DSRI...49.1445S. doi:10.1016/S0967-0637(02)00037-7.
79. 1 2  Ducklow, Hugh; Steinberg, Deborah; Buesseler, Ken (2001). “Upper Ocean Carbon Export and the Biological Pump”. Oceanography 14 (4):  50–58. doi:10.5670/oceanog.2001.06. This article incorporates text from this source, which is available under the CC BY 4.0 license.
80. ↑  de la Rocha, C.L. (2006). “The Biological Pump”. In Elderfield, H.. The Oceans and Marine Geochemistry. Elsevier. pp. 83–111. ISBN 978-0-08-045101-5
81. ↑  “Rocks and Minerals - Geology (U.S. National Park Service)” (英語). www.nps.gov. 2025年4月25日閲覧。
82. ↑  Libes, Susan M (2015). “Blue planet: The role of the oceans in nutrient cycling, maintain the atmosphere system, and modulating climate change”. In Smith, Hance D.; Suárez de Vivero, Juan Luis; Agardy, Tundi S.. Routledge Handbook of Ocean Resources and Management. Routledge. pp. 89–107. ISBN 978-1-136-29482-2
83. ↑  Bush, Martin J. (2020). “The Carbon Cycle”. Climate Change and Renewable Energy. pp. 109–141. doi:10.1007/978-3-030-15424-0_3. ISBN 978-3-030-15423-3
84. ↑  NASA Earth Observatory (16 June 2011). "The Slow Carbon Cycle". Archive.  この記述には、アメリカ合衆国内でパブリックドメインとなっている記述を含む。
85. ↑  “The Deep Carbon Cycle and our Habitable Planet”. Deep Carbon Observatory. 2020年7月27日時点のオリジナルよりアーカイブ。2019年2月19日閲覧。Template:Rs
86. ↑  Wilson, Mark (2003). “Where do Carbon Atoms Reside within Earth's Mantle?”. Physics Today 56 (10):  21–22. Bibcode: 2003PhT....56j..21W. doi:10.1063/1.1628990.
87. ↑  Wong, Kevin; Mason, Emily; Brune, Sascha; East, Madison; Edmonds, Marie; Zahirovic, Sabin (11 October 2019). “Deep Carbon Cycling Over the Past 200 Million Years: A Review of Fluxes in Different Tectonic Settings”. Frontiers in Earth Science 7:  263. Bibcode: 2019FrEaS...7..263W. doi:10.3389/feart.2019.00263.
88. ↑  Kaminsky, Felix V. (2017). The Earth's lower mantle: composition and structure. Cham: Springer. ISBN 9783319556840. OCLC 988167555
89. ↑  “Carbon cycle reaches Earth's lower mantle: Evidence of carbon cycle found in 'superdeep' diamonds From Brazil”. ScienceDaily (Press release). American Association for the Advancement of Science. 15 September 2011.
90. ↑  Stagno, V.; Frost, D. J.; McCammon, C. A.; Mohseni, H.; Fei, Y. (February 2015). “The oxygen fugacity at which graphite or diamond forms from carbonate-bearing melts in eclogitic rocks”. Contributions to Mineralogy and Petrology 169 (2):  16. Bibcode: 2015CoMP..169...16S. doi:10.1007/s00410-015-1111-1.
91. 1 2  Boulard, Eglantine; Gloter, Alexandre; Corgne, Alexandre; Antonangeli, Daniele; Auzende, Anne-Line; Perrillat, Jean-Philippe; Guyot, François; Fiquet, Guillaume (29 March 2011). “New host for carbon in the deep Earth”. Proceedings of the National Academy of Sciences 108 (13):  5184–5187. Bibcode: 2011PNAS..108.5184B. doi:10.1073/pnas.1016934108. PMC 3069163. PMID 21402927.
92. ↑  Dorfman, Susannah M.; Badro, James; Nabiei, Farhang; Prakapenka, Vitali B.; Cantoni, Marco; Gillet, Philippe (May 2018). “Carbonate stability in the reduced lower mantle”. Earth and Planetary Science Letters 489:  84–91. Bibcode: 2018E&PSL.489...84D. doi:10.1016/j.epsl.2018.02.035.
93. ↑  Albarede, Francis (2014). “Oxygen Fugacity”. Encyclopedia of Astrobiology. pp. 1–2. doi:10.1007/978-3-642-27833-4_4021-3. ISBN 978-3-642-27833-4
94. ↑  Cottrell, Elizabeth; Kelley, Katherine A. (14 June 2013). “Redox Heterogeneity in Mid-Ocean Ridge Basalts as a Function of Mantle Source”. Science 340 (6138):  1314–1317. Bibcode: 2013Sci...340.1314C. doi:10.1126/science.1233299. PMID 23641060.
95. ↑  Kono, Yoshio; Sanloup, Chrystèle, eds (2018). Magmas Under Pressure. doi:10.1016/C2016-0-01520-6. ISBN 978-0-12-811301-1[要ページ番号]
96. ↑  Boulard, Eglantine; Pan, Ding; Galli, Giulia; Liu, Zhenxian; Mao, Wendy L. (18 February 2015). “Tetrahedrally coordinated carbonates in Earth's lower mantle”. Nature Communications 6 (1):  6311. arXiv:1503.03538. Bibcode: 2015NatCo...6.6311B. doi:10.1038/ncomms7311. PMID 25692448.
97. ↑  Jones, A. P.; Genge, M.; Carmody, L. (January 2013). “Carbonate Melts and Carbonatites”. Reviews in Mineralogy and Geochemistry 75 (1):  289–322. Bibcode: 2013RvMG...75..289J. doi:10.2138/rmg.2013.75.10.
98. ↑  Dasgupta, Rajdeep (2011年12月10日). “From Magma Ocean to Crustal Recycling: Earth's Deep Carbon Cycle”. 2016年4月24日時点のオリジナルよりアーカイブ。2019年3月9日閲覧。
99. ↑  Dasgupta, Rajdeep; Hirschmann, Marc M. (September 2010). “The deep carbon cycle and melting in Earth's interior”. Earth and Planetary Science Letters 298 (1–2):  1–13. Bibcode: 2010E&PSL.298....1D. doi:10.1016/j.epsl.2010.06.039.
100. ↑  Frost, Daniel J.; McCammon, Catherine A. (May 2008). “The Redox State of Earth's Mantle”. Annual Review of Earth and Planetary Sciences 36 (1):  389–420. Bibcode: 2008AREPS..36..389F. doi:10.1146/annurev.earth.36.031207.124322.
101. ↑  “Does Earth's Core Host a Deep Carbon Reservoir?”. Deep Carbon Observatory. 2020年7月27日時点のオリジナルよりアーカイブ。2019年3月9日閲覧。Template:Rs
102. ↑  Chen, Bin; Li, Zeyu; Zhang, Dongzhou; Liu, Jiachao; Hu, Michael Y.; Zhao, Jiyong; Bi, Wenli; Alp, E. Ercan et al. (16 December 2014). “Hidden carbon in Earth's inner core revealed by shear softening in dense Fe7C3”. Proceedings of the National Academy of Sciences 111 (50):  17755–17758. Bibcode: 2014PNAS..11117755C. doi:10.1073/pnas.1411154111. PMC 4273394. PMID 25453077.
103. ↑  Prescher, C.; Dubrovinsky, L.; Bykova, E.; Kupenko, I.; Glazyrin, K.; Kantor, A.; McCammon, C.; Mookherjee, M. et al. (March 2015). “High Poisson's ratio of Earth's inner core explained by carbon alloying”. Nature Geoscience 8 (3):  220–223. Bibcode: 2015NatGe...8..220P. doi:10.1038/ngeo2370.
104. ↑  Ezcurra, Exequiel (23 August 2024). “Precision and bias of carbon storage estimations in wetland and mangrove sediments”. Science Advances 10 (34):  eadl1079. Bibcode: 2024SciA...10L1079E. doi:10.1126/sciadv.adl1079. PMC 11421683. PMID 39167659.
105. 1 2 3  Lade, Steven J.; Donges, Jonathan F.; Fetzer, Ingo; Anderies, John M.; Beer, Christian; Cornell, Sarah E.; Gasser, Thomas; Norberg, Jon et al. (2018). “Analytically tractable climate–carbon cycle feedbacks under 21st century anthropogenic forcing”. Earth System Dynamics 9 (2):  507–523. Bibcode: 2018ESD.....9..507L. doi:10.5194/esd-9-507-2018. hdl:1885/163968. This article incorporates text from this source, which is available under the CC BY 4.0 license.
106. ↑  Zeng, Ning; Qian, Haifeng; Munoz, Ernesto; Iacono, Roberto (2004). “How strong is carbon cycle-climate feedback under global warming?” (英語). Geophysical Research Letters 31 (20). doi:10.1029/2004GL020904. ISSN 1944-8007.
107. ↑  Igini, Martina (2025年2月6日). “January Breaks Temperature Record Globally, Startling Scientists” (英語). Earth.Org. 2025年2月6日閲覧。
108. ↑  “Overview of greenhouse gases”.   U.S. Environmental Protection Agency (2015年12月23日). 2020年11月2日閲覧。
109. ↑  “The known unknowns of plastic pollution”. The Economist. (2018年3月3日) 2018年6月17日閲覧。
110. ↑  Takahashi, Taro; Sutherland, Stewart C.; Sweeney, Colm; Poisson, Alain; Metzl, Nicolas; Tilbrook, Bronte; Bates, Nicolas; Wanninkhof, Rik et al. (2002). “Global sea–air CO2 flux based on climatological surface ocean pCO2, and seasonal biological and temperature effects”. Deep Sea Research Part II: Topical Studies in Oceanography 49 (9–10):  1601–1622. Bibcode: 2002DSRII..49.1601T. doi:10.1016/S0967-0645(02)00003-6.
111. ↑  Orr, James C.; Fabry, Victoria J.; Aumont, Olivier; Bopp, Laurent; Doney, Scott C.; Feely, Richard A.; Gnanadesikan, Anand; Gruber, Nicolas et al. (September 2005). “Anthropogenic ocean acidification over the twenty-first century and its impact on calcifying organisms”. Nature 437 (7059):  681–686. Bibcode: 2005Natur.437..681O. doi:10.1038/nature04095. hdl:1912/370. PMID 16193043.
112. ↑  Le Quéré, Corinne; Andrew, Robbie M.; Canadell, Josep G.; Sitch, Stephen; Korsbakken, Jan Ivar; Peters, Glen P.; Manning, Andrew C.; Boden, Thomas A. et al. (2016). “Global Carbon Budget 2016”. Earth System Science Data 8 (2):  605–649. Bibcode: 2016ESSD....8..605L. doi:10.5194/essd-8-605-2016. hdl:10871/26418.
113. ↑  Intergovernmental Panel On Climate Change, ed (2014). “Carbon and Other Biogeochemical Cycles”. Climate Change 2013 - the Physical Science Basis. Cambridge University Press. pp. 465–570. doi:10.1017/CBO9781107415324.015. hdl:11858/00-001M-0000-0023-E34E-5. ISBN 9781107415324
114. ↑  Joos, F.; Roth, R.; Fuglestvedt, J. S.; Peters, G. P.; Enting, I. G.; von Bloh, W.; Brovkin, V.; Burke, E. J. et al. (2013). “Carbon dioxide and climate impulse response functions for the computation of greenhouse gas metrics: A multi-model analysis”. Atmospheric Chemistry and Physics 13 (5):  2793–2825. Bibcode: 2013ACP....13.2793J. doi:10.5194/acp-13-2793-2013. hdl:20.500.11850/58316.
115. ↑  Hausfather, Zeke; Betts, Richard (2020年4月14日). “Analysis: How 'carbon-cycle feedbacks' could make global warming worse”. Carbon Brief
116. ↑  Duncombe, Jenessa (2020年6月24日). “The Ticking Time Bomb of Arctic Permafrost” (英語). Eos. 2025年1月24日閲覧。
117. ↑  Perrin, Sarah. “Permafrost: A ticking time bomb beneath our feet” (英語). phys.org. 2025年1月24日閲覧。
118. ↑  Simon, Matt (2023年4月22日). “汚染された永久凍土が、温暖化で融解する“時限爆弾”になっている：研究結果”. WIRED.jp. 2025年1月24日閲覧。
119. ↑  “「気候変動の時限爆弾」、惨状回避の時間切れ迫る 国連報告書が警鐘”. CNN.co.jp. 2025年1月24日閲覧。
120. 1 2 3  Friedlingstein, Pierre; Jones, Matthew W.; O'Sullivan, Michael; Andrew, Robbie M.; Hauck, Judith; Peters, Glen P.; Peters, Wouter; Pongratz, Julia et al. (4 December 2019). “Global Carbon Budget 2019”. Earth System Science Data 11 (4):  1783–1838. Bibcode: 2019ESSD...11.1783F. doi:10.5194/essd-11-1783-2019. hdl:20.500.11850/385668.
121. ↑  IPCC (2007) 7.4.5 Minerals Archived 25 May 2016 at the Wayback Machine. in Climate Change 2007: Working Group III: Mitigation of Climate Change,
122. ↑  “A Breathing Planet, Off Balance”. NASA (2015年11月12日). 2015年11月14日時点のオリジナルよりアーカイブ。2015年11月13日閲覧。
123. ↑  “Audio (66:01) - NASA News Conference - Carbon & Climate Telecon”. NASA (2015年11月12日). 2015年11月17日時点のオリジナルよりアーカイブ。2015年11月12日閲覧。
124. ↑  St. Fleur, Nicholas (2015年11月10日). “Atmospheric Greenhouse Gas Levels Hit Record, Report Says”. The New York Times.  オリジナルの2015年11月11日時点におけるアーカイブ。 2015年11月11日閲覧。
125. ↑  Ritter, Karl (2015年11月9日). “UK: In 1st, global temps average could be 1 degree C higher”. AP News.  オリジナルの2015年11月17日時点におけるアーカイブ。 2015年11月11日閲覧。
126. 1 2  Morse, John W.; Mackenzie, Fred T., eds (1990). “The Current Carbon Cycle and Human Impact”. Geochemistry of Sedimentary Carbonates. Developments in Sedimentology. 48. pp. 447–510. doi:10.1016/S0070-4571(08)70338-8. ISBN 978-0-444-87391-0
127. ↑  “Figure 8.SM.4”. Intergovernmental Panel on Climate Change Fifth Assessment Report. p. 8SM-16.  オリジナルの2019-03-13時点におけるアーカイブ。
128. ↑  Archer, David (2009). “Atmospheric lifetime of fossil fuel carbon dioxide”. Annual Review of Earth and Planetary Sciences 37 (1):  117–34. Bibcode: 2009AREPS..37..117A. doi:10.1146/annurev.earth.031208.100206. hdl:2268/12933.
129. ↑  Joos, F.; Roth, R.; Fuglestvedt, J.D. (2013). “Carbon dioxide and climate impulse response functions for the computation of greenhouse gas metrics: A multi-model analysis”. Atmospheric Chemistry and Physics 13 (5):  2793–2825. doi:10.5194/acpd-12-19799-2012. hdl:20.500.11850/58316.